# Listă de pictori
Aceasta este o listă de pictori notabili, în ordine alfabetică

## A

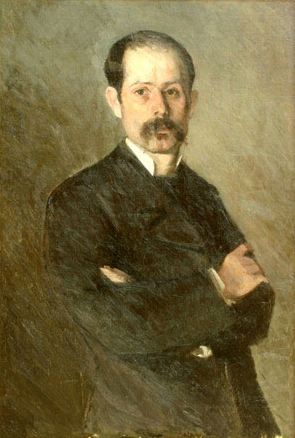
Ion Andreescu - autoportret, 1882

- Aachen, Hans von, (1552-1615), pictor manierist german
- Abbasi, Riza, (1565 - 1635), pictor persan, miniaturist
- Edwin Austin Abbey, (1852-1911), pictor american
- Nikolaj Abraham Abildgaard, (1744-1809), pictor danez
- Bernard Accama, (1697-1756), pictor olandez
- Andreas Achenbach, (1815-1910), pictor german
- Oswald Achenbach, (1827-1905), pictor german
- Franklin Adams
- Pieter Aertsen (1508-1575), pictor olandez
- Aetion (secolul IV î. Hr.), pictor grec
- Alfred Agache (1843–1915), pictor francez
- Iaacov Agam (născut în 1928), pictor israelian
- Jacques-Laurent Agasse (1767-1848), pictor francez
- Christoph Ludwig Agricola, (1667-1719), pictor peisagist german
- Ivan Aivazovski, (1817-1900), pictor rus de origine armeană,  Este renumit pentru peisajele cu întinderi de apă
- Tadeusz Ajdukiewicz, (1852–1916), pictor polonez
- Josef Albers (1888-1976), artist plastic german, matematician
- Mariotto Albertinelli, (1474 - 1515), pictor italian
- Kazimierz Alchimowicz, pictor polonez
- Anders G. Aldrin (1889-1970)
- Pierre Alechinsky, (născut în 1927}, pictor belgian
- Fedor Alekseev, (1753 - 1824), pictor peisagist rus
- Mikolas Ales (1852-1913)
- Else Alfelt, (1910-1974), pictor danez
- Alessandro Algardi, (1595-1654), sculptor, pictor
- David Allan (1744-1796), pictor scoțian
- Alessandro Allori, (1577-1621), pictor italian
- Cristofano Allori, (1577–1621), pictor italian
- Washington Allston (1779-1843)
- Lawrence Alma-Tadema, (1836-1912)
- Charles Alston (1907-1977), pictor american
- Albrecht Altdorfer, (1480-1538), pictor german
- Altichiero (1320-1395), pictor italian
- Theodor Aman (1831-1891), pictor român
- Jacopo Amigoni (1685-1752), pictor italian, perioada barocul târziu și rococo
- Rodolfo Amoedo (1857-1941), pictor brazilian
- Anna Ancher (1859-1935), pictor danez
- Michael Peter Ancher, (1849–1927), pictor danez
- Carl Andre (născut în 1935)
- Ion Andreescu (1850-1882) - pictor român
- Constantine Andreou (b. 1917), pictor și sculptor grec.
- Ran Andrews (născut în 1956), pictor canadian
- Guido di Pietro da Mugello, zis Fra Angelico, (1387-1445) (sau Beato Angelico - pe numele adevărat: Giovanni da Fiesole)
- Boris Anrep (1883-1967), pictor rus, cunoscut pentru mozaicuri realizate
- Sofonisba Anguissola (1532-1625)
- Richard Anuszkiewicz, (n. 1930), artist american, reprezentant al Op-art (artă optică)
- Apelles (Secolul al IV-lea î.e.n), pictor grec
- Zvest Apollonio, (născut în 1935), pictor și grafician.
- Karel Appel (născut în 1921), pictor, sculptor și poet danez
- Felix Arauz (născut în 1935, Guayaquil, Ecuador) pictor ecuadorian
- Giuseppe Arcimboldo (1527-1593)
- Jean Arp, (1886-1966), sculptor, pictor și poet
- Jean-Michel Atlan, (1913-1960
- John James Audubon, (1785-1851), naturalist, ilustrator
- Frank Auerbach (născut în 1931), pictor britanic de etnie germană, cunoscut pentru picturi având ca model femei și peisaje londoneze
- George Ault, (1891-1948), pictor american
- Hendrick Avercamp (1585-1634), pictor peisagist olandez
- Milton Avery, (1885-1965), pictor din SUA

## B

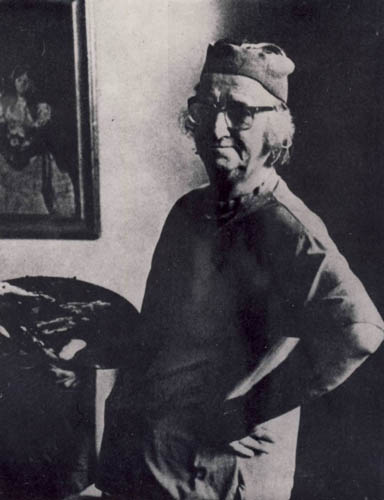
Corneliu Baba

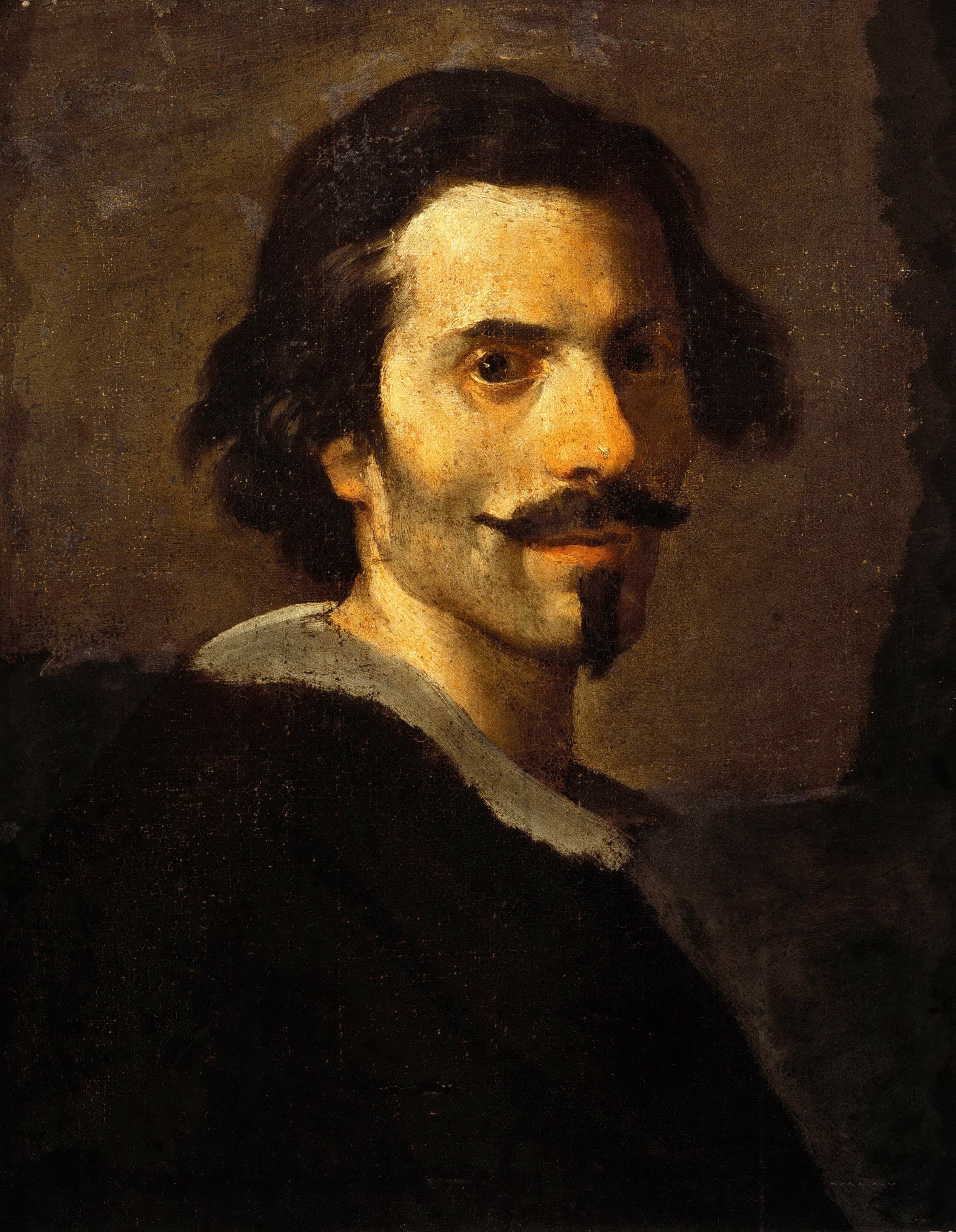
Gian Lorenzo Bernini

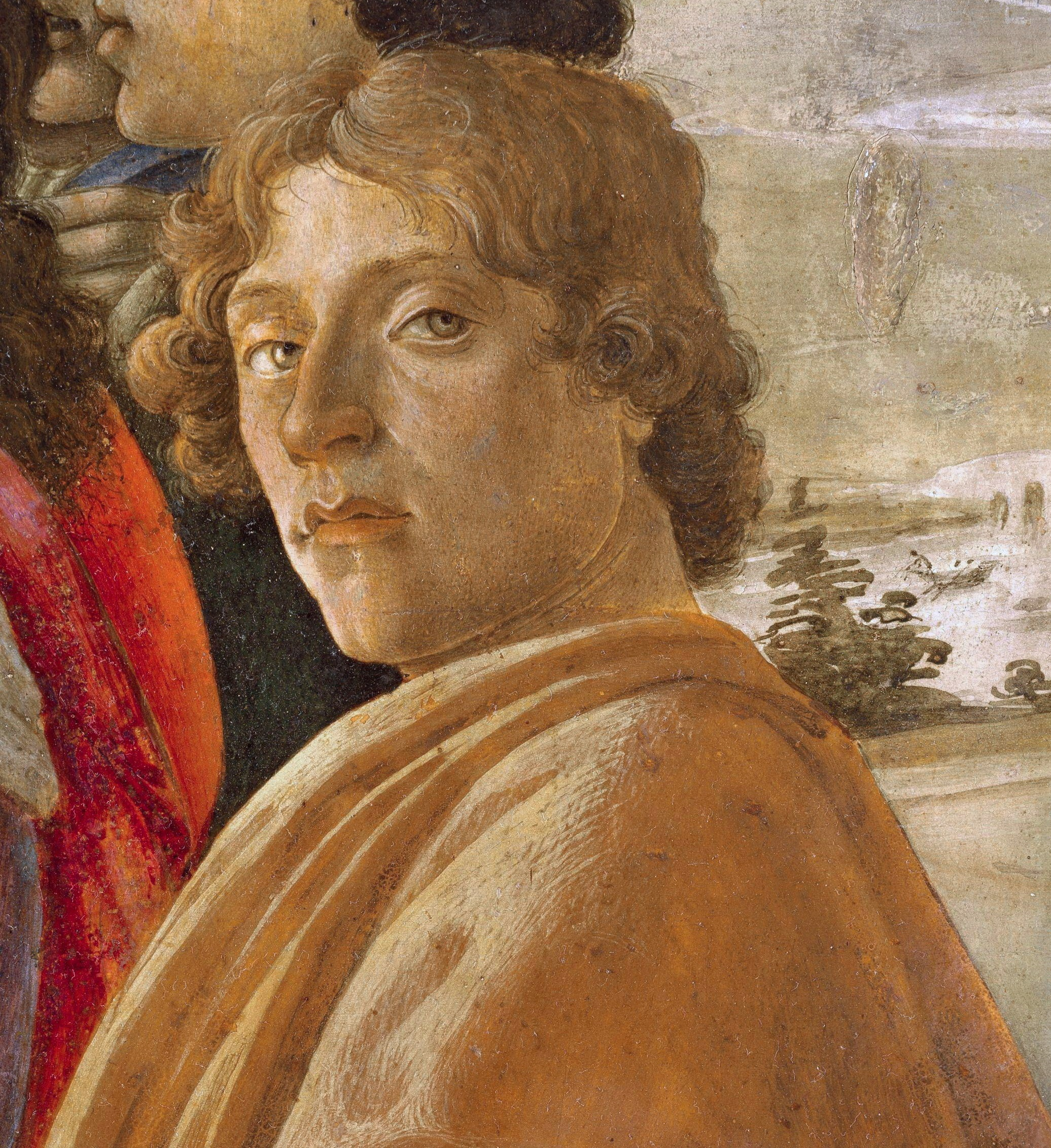
Sandro Botticelli

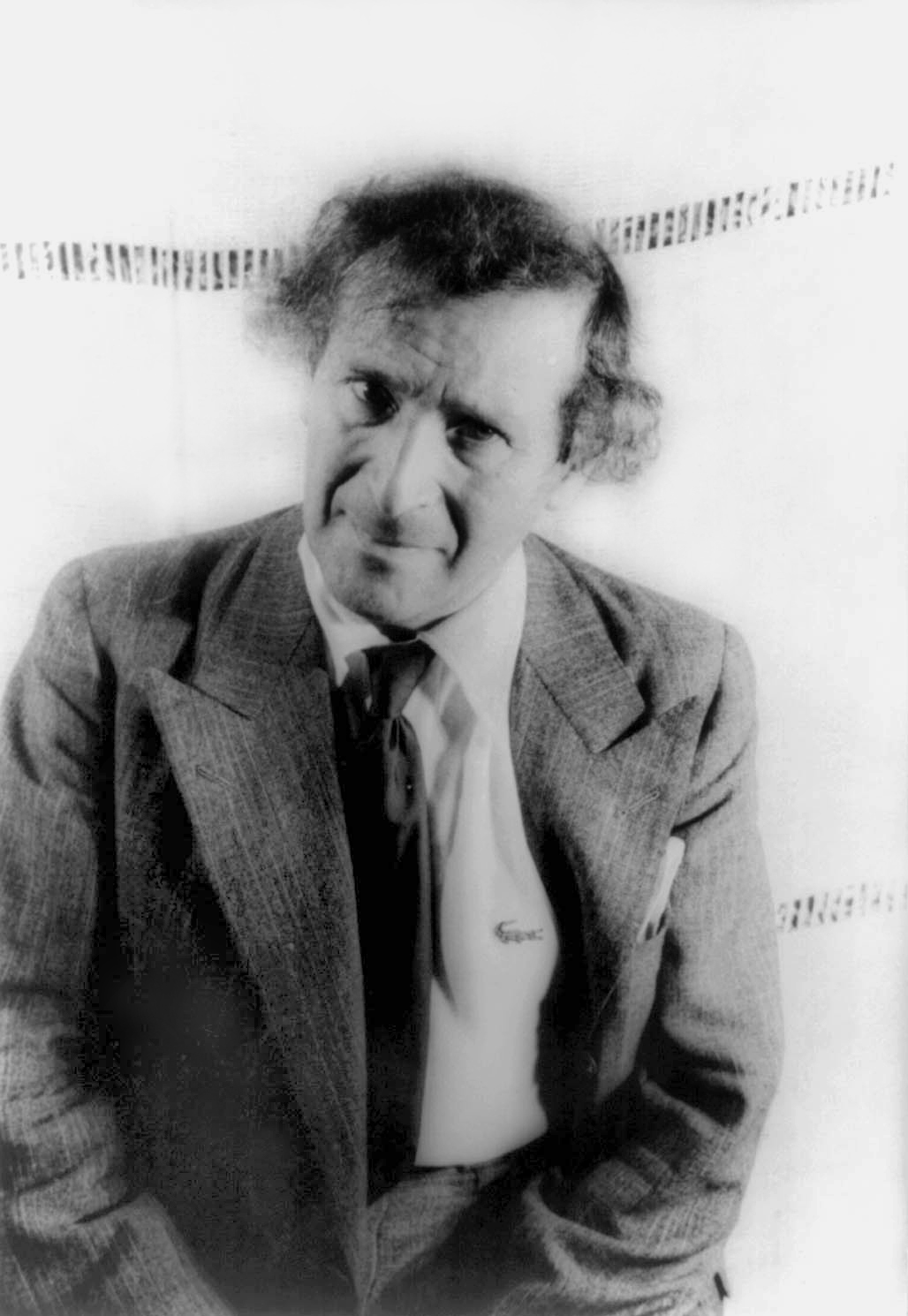
Marc Chagall

- Corneliu Baba (1906-1997), pictor român
- Marcello Bacciarelli, pictor polonez
- Francis Bacon (pictor), (1909-1992), pictor englez
- William Jacob Baer, (1860-1941), pictor american
- Albert Baertsoen, (1866-1922), pictor flamand
- Leonard Bahr, (1905-1990),  pictor american
- Ludolf Bakhuysen (1631-1708)
- Léon Bakst (1866-1924), pictor rus
- Sabin Bălașa, (1932 - 2008)
- Hans Baldung (1484-1545)[1][2]
- Robert Ballagh, pictor, Aosdána
- Mogens Balle, (1921-1988) pictor danez
- Vincenzo Balsamo, (născut în 1935), pictor italian
- Balthus (1908-2001) (Conte Balthasas Klossowski de Rola)
- Edward Mitchell Bannister (1828-1901)
- Bapu (născut în 1933)
- William Barak (1824-1903), pictor australian aborigen
- Vladimir Baranoff-Rossine (1888-1944)
- Giovanni Francesco Barbieri, (1591-1666), pictor italian
- George Barker, (1882-1965), pictor american
- Ernie Barnes (născut în 1938)
- Geoffrey Barnes (născut în 1972)
- Glenn Barr (1968-)
- James Barry,
- Hans von Bartels, (1856-1913), pictor german
- Richmond Barthe (1901- c.1990)
- Jennifer Bartlett (născut în 1941)
- Fra Bartolomeo (1474-1517)
- Francesco Bartolozzi (1728-1815)
- Georg Baselitz, (născut în 1938), pictor și sculptor
- Marie Bashkirtseff, (1860-1884), pictor francez de origine rusă
- Jean-Michel Basquiat (1960-1988)
- Jacopo Bassano (c.1510-1592)
- Robert Bateman (născut în 1930)
- David Bates (născut în 1952), pictor american
- Maxwell Bates (1906-1980),  pictor canadian expresionist și arhitect
- Juan Bautista Garcia (1904-1974)
- James Baynes (1766-1837), pictor acuarelist englez
- Thomas Mann Baynes (1794-1854), pictor acuarelist englez
- Pompeo Girolamo Batoni (1708-1787)
- Frédéric Bazille, (1841-1870), pictor francez
- Romare Bearden (1914-1988)
- Cecilia Beaux (c. 1900)
- Robert Bechtle (născut în 1932)
- Jasmine Becket-Griffith, fantasy pictor
- Max Beckmann, (1884-1950), pictor, dramaturg, autor
- Ignat Bednarik, (1882-1963), pictor
- Captain Beefheart, (născut în 1941), avant garde blues muzician și pictor
- Kamaleddin Behzad, (b. 1450 AD.), maestru miniaturist persan
- Zdzislaw Beksinski, (născut în 1929) pictor polonez
- Giovanni Bellini, (c.1430-1516), pictor italian
- Gentile Bellini, (c.1429-1507), pictor italian
- Jacopo Bellini, (c.1400-1470), pictor italian
- Vanessa Bell (1879-1961)
- Bernardo Bellotto, pictor italian
- George Wesley Bellows, (1882-1925), pictor american
- Ludwig Bemelmans (1898-1962)
- Martin Benka, pictor slovac
- Wilhelm Bendz (1804-1832), pictor danez
- Luca Bestetti (c.1964), pictor italian
- Joseph Beuys,(1921-1986)
- Frank Weston Benson, (1862-1951), pictor american
- Thomas Hart Benton (1889-1975), pictor american
- Alexander Benois (1870-1960), pictor rus, ilustrator
- Emerik Bernard, (născut în 1927), pictor.
- Horia Bernea (1938-2000), pictor român
- Janez Bernik, (născut în 1933), pictor și grafician.
- Gian Lorenzo Bernini, (1598-1680), arhitect, sculptor și pictor italian
- Albert Bertelsen, (1921-), Pictor danez
- Jen Besemer, (născut în 1970), poet și pictor suprarealist
- Elsa Beskow, (1874 - 1953), pictor și scriitor suedez
- Henryka Beyer, pictor polonez
- George Biddle, (1885 - 1973), pictor american
- Albert Bierstadt (1830 - 1902)
- Ivan Bilibin (1876-1924), pictor rus, ilustrator și scenograf
- Anna Bilinska-Bohdanowiczowa, pictor polonez
- Ejler Bille, (născut în 1910), sculptor și pictor danez
- Henry Billings, (1901 - 1987), pictor american
- George Caleb Bingham (1811 - 1879), pictor american
- S J "Lamorna" Birch (1869 - 1955)
- Jens Birkemose (1943-)
- Thierry Bisch (1953), pictor francez
- Wilhelm Bissen (1836-1913), pictor danez
- Lucian Mircea Bixa (1937-2016) , pictor roman, pictor bisericesc
- Basil Blackshaw, pictor irlandez
- William Blake, (1757 - 1827), pictor și poet englez
- Ralph Albert Blakelock, (1847 - 1919)
- Arnold Blanch, (1896 - 1968), pictor american
- Ross Bleckner, (născut în 1949), pictor american
- Carl Bloch (1834 - 1890), pictor danez
- Izaak van den Blocke, pictor polonez
- Peter Blume, (1906 - 1992), pictor american
- David G. Blythe, (1815 - 1865), pictor american
- Lars Bo, (1924-1999), pictor danez
- Umberto Boccioni (1882-1916)
- François Bocion (1828 - 1890), pictor elveṭian
- Arnold Böcklin, (1827 - 1901)
- Karl Bodmer, (1809-1893), pictor al vestului SUA
- Krzysztof Boguszewski, pictor polonez
- Kees van Bohemen (1928-1986)
- Aaron Bohrod, (1907 - 1992), pictor american
- Maurice Boitel, (1919), pictor francez
- Angel Boliver, pictor mexican
- David Bomberg, (1890 - 1957), pictor
- Rosa Bonheur (1822 - 1899)
- Claude Bonin-Pissarro (născut în 1921)
- Richard Parkes Bonington (1802 - 1828)
- Pierre Bonnard (1867 - 1947)
- Francesco Bonsignori (1460 - 1519)
- Bogdan Borcic, pictor și grafician
- Paul-Émile Borduas, pictor abstract
- Vladimir Borovikovsky, (1757-1825) pictor portretist rus
- Victor Borisov-Musatov, (1870–1905) pictor postimpresionist rus, creator al Simbolismului rus
- Francesco Borromini (1599-1667)
- Hieronymus Bosch (c.1460 - 1518)
- Ambrosius Bosschaert (1573 - 1612)
- Angel Botello (1913 - 1986), pictor și sculptor spaniol-portorican
- Fernando Botero (născut în 1932), pictor columbian
- Sandro Botticelli, (1445 - 1510), pictor italian
- François Boucher (1703 - 1770)
- Eugène Boudin
- William-Adolphe Bouguereau (1825 - 1905)
- Arthur Boyd (1920 - 1999) - pictor australian
- P. Rostrup Bøyesen (1882 - 1952), pictor danez
- Olga Boznanska, pictor polonez
- Louis Bouché, (1896 - 1969), pictor american
- Robert Brackman, (1898 - 1980)
- Peter Brandes, (1944-)
- Eugène Brands, (1913-2002)
- Józef Brandt, pictor polonez
- Georges Braque (1882–1963), pictor francez
- Victor Brauner (1903-1966)
- Alan Bray, (născut în 1946), pictor american
- Carl Fredrik von Breda, (1759 - 1818)
- Jules Breton (1827-1906), pictor francez
- Breyten Breytenbach, (născut în 1939)
- Pierre Brissaud, (1885-1964), pictor francez
- Louis le Brocquy, (născut în 1916), Saoi din Aosdána, pictor
- Ann Brockman, (1898 or 1899 - 1943), pictor american
- Antoni Brodowski, pictor polonez
- Agnolo Tori zis Bronzino (1503-1572)
- Alexander Brook, (1898 - 1980), pictor american
- Allan Brooks, S.U.A. (1869-1946), pictor naturalist american
- Bertram Brooker, pictor teozof
- Cecily Brown
- Ford Madox Brown (1821 - 1893)
- Michael Brown
- Rush Brown, (născut în 1948), pictor american
- Jan Brueghel cel Bătrân (1568-1625), pictor flamand
- Jan Brueghel cel Tânăr (1601-1678), pictor flamand
- Pieter Brueghel cel Bătrân (ca.1525-1569), pictor flamand
- Pieter Brueghel cel Tânăr (1564-1638), pictor flamand
- Karl Briullov (1799-1852), pictor rus de origine italiană
- Tadeusz Brzozowski, pictor polonez
- Bernard Buffet (1928-1999)
- Charles Ephraim Burchfield, (1893 - 1967), pictor american
- William Partridge Burpee, (1846-1940), pictor american
- Alexander Bugan, (născut în 1952), pictor slovac
- Iurie Burlacu, (n. 1966), pictor din Republica Moldova
- Edward Burne-Jones (1833-1898)
- Pol Bury, (1922-2005)
- Louis Buvelot, (1814 - 1888), pictor australian
- John Byrne, (născut în 1950)
- Traian Brădean (n.1927), pictor român

## C

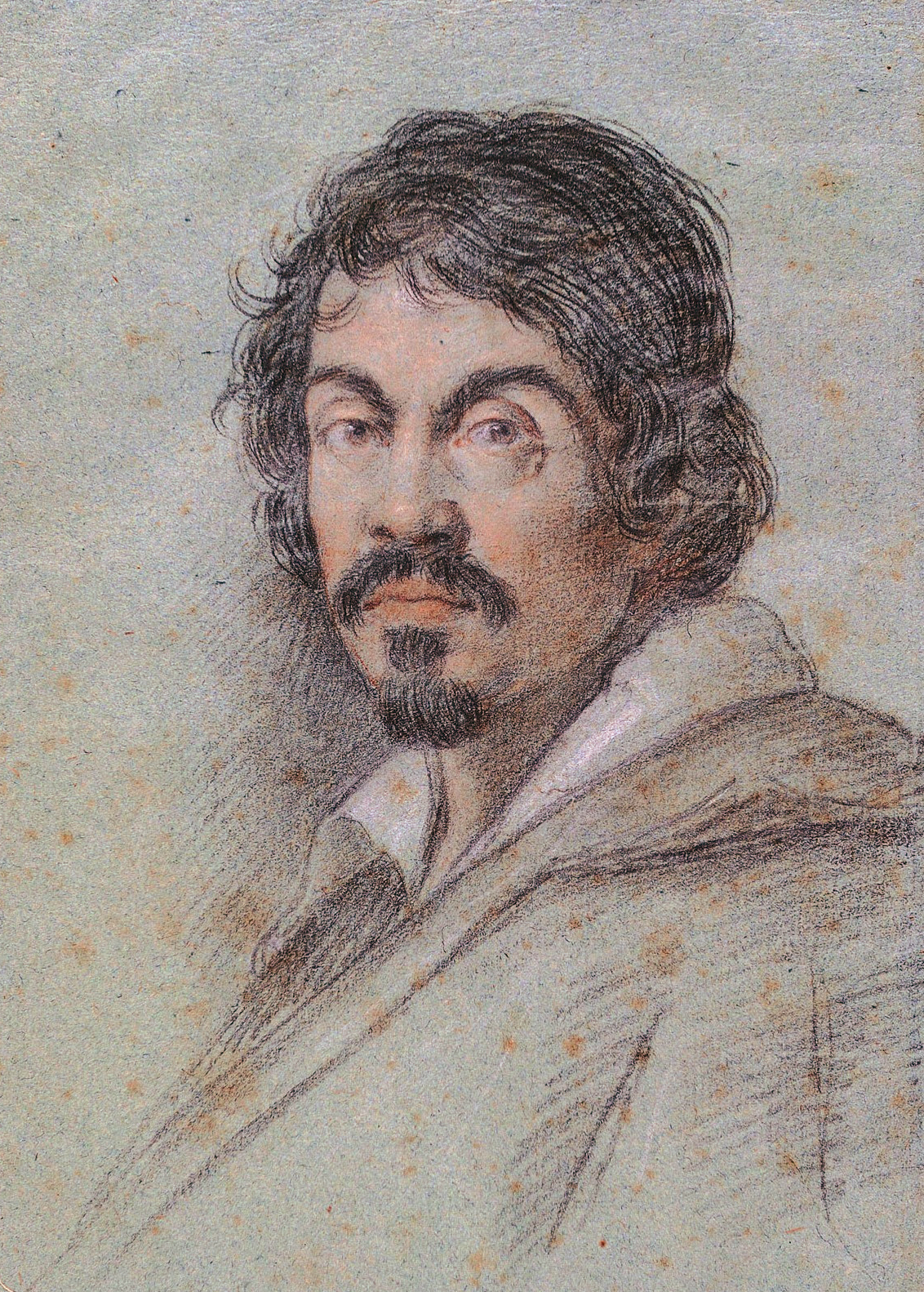
Caravaggio

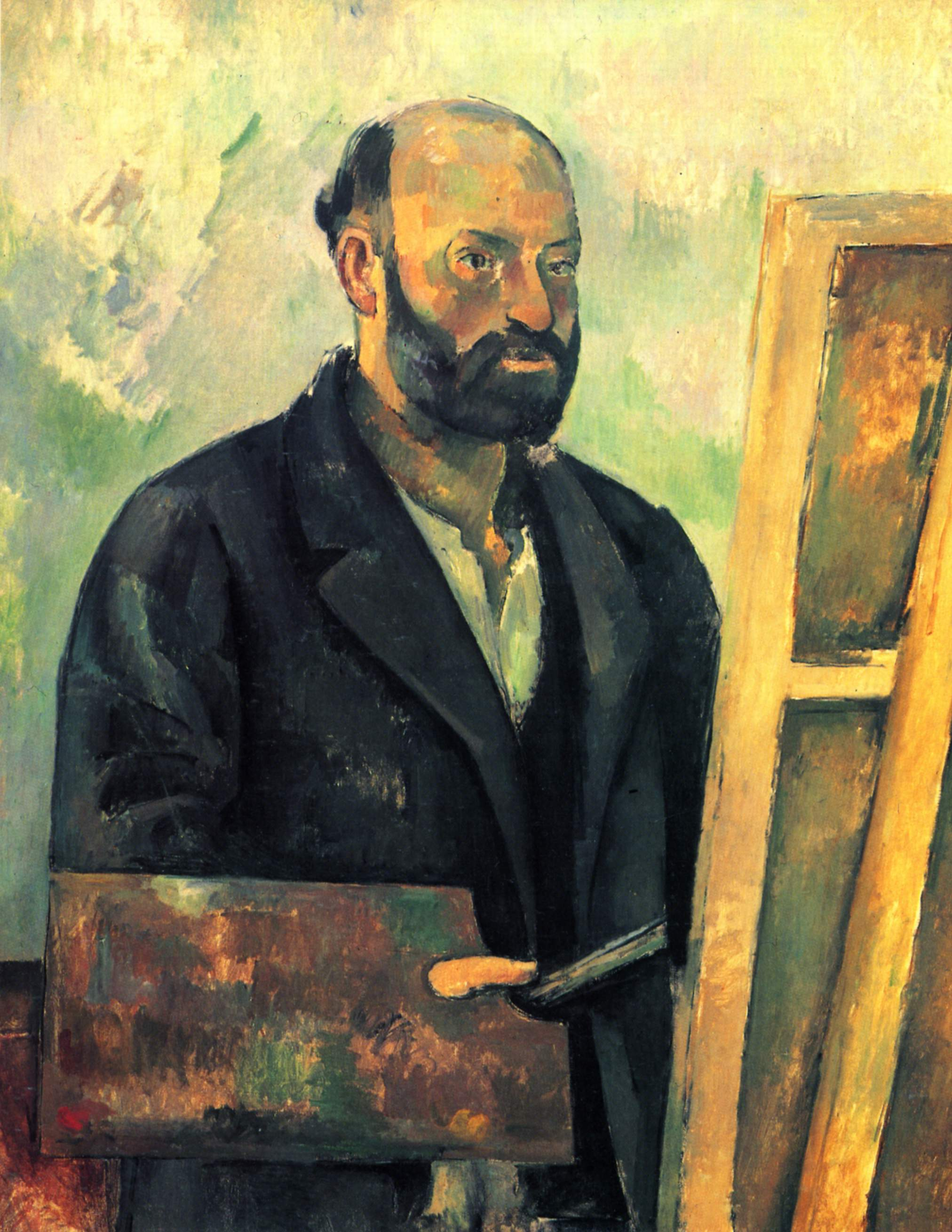
Paul Cézanne

- Giovanni Antonio Canale zis Canaletto (1697-1768)
- Michelangelo Merisi zis Caravaggio (ca.1573-1610) pictor italian
- Carlo Carrà (1881-1966)
- Christo, (1935)
- Paul Cézanne (1839-1906)
- Marc Chagall (1887-1985), pictor rus, pionier al modernismului
- Jean Siméon Chardin (1699-1779)
- Józef Chełmoński (1849–1905)- pictor polonez
- Giorgio de Chirico (1888-1978)
- Mauro Ciccia (1961-) pictor italian
- Cenni di Pepo zis Cimabue (1240-1302)
- Alexandru Ciucurencu (1903-1977)
- Franz Cizek (1865-1946)
- John Constable (1776-1837)- pictor englez
- Vittorio Matteo Corcos (1859-1933) - pictor italian
- Jean-Baptiste Camille Corot (1796-1879)
- Antonio Allegri zis Correggio (1489-1534)
- Pietro da Cortona (1596-1669) pictor italian
- Gustave Courbet (1819-1877)
- Lucas Cranach cel Bătrân (1472-1553)
- Cristine Crebas (1962-)
- Călin Bogătean (1972)

## D

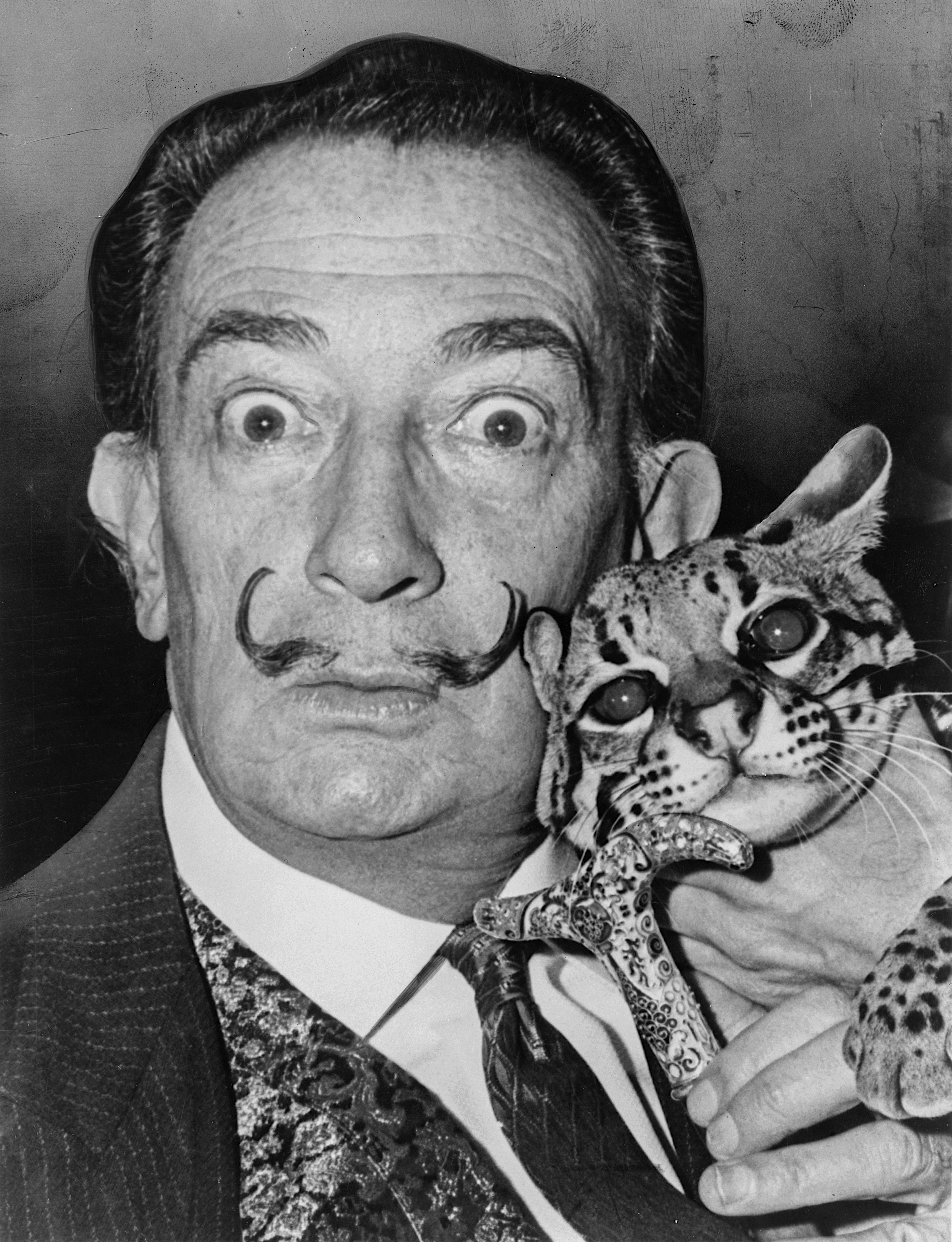
Salvador Dalí

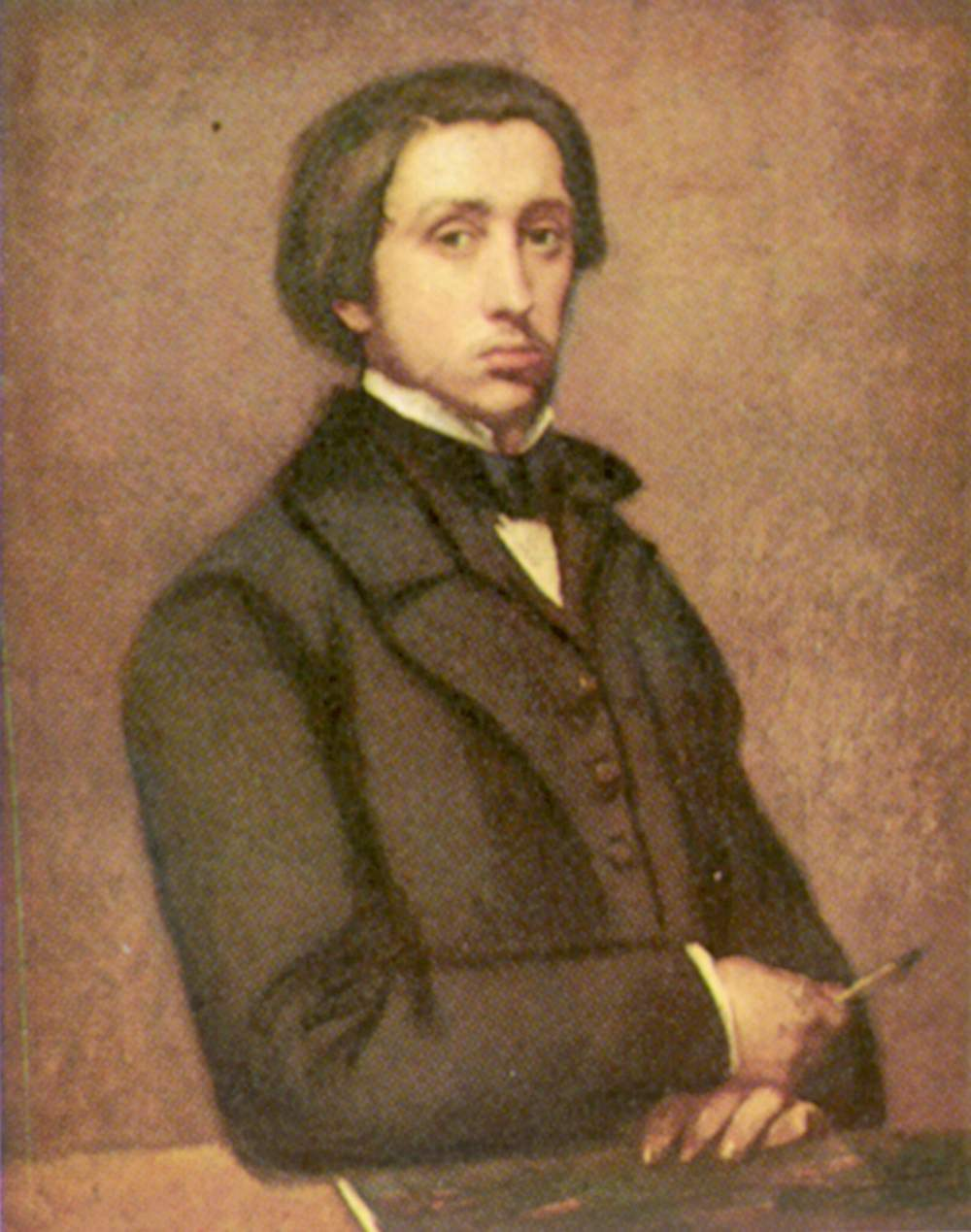
Edgar Degas

Albrecht Dürer

- Salvador Dalí (1904-1989), pictor spaniol
- Honoré Daumier (1808-1879), pictor francez
- Jacques Louis David (1748-1825), pictor francez
- Edgar Degas (1834-1917), pictor francez
- Eugène Delacroix (1798-1863), pictor francez
- Florin Preda-Dochinoiu( 1970-)
- Andrei Damo (1954-)
- Robert Delaunay (1885-1941), pictor francez
- Paul Delvaux (1897-1954), pictor francez
- Maurice Denis (1870-1943), pictor francez
- André Derain (1880-1954), pictor francez
- Dionisius, (c. 1440–1502) pictor medieval rus de icoane, autor al frescei din Mănăstirea Ferapontov
- Mstislav Dobujinski, (1875-1957, pictor rus
- Roxana Adriana Donisanu
- Kees van Dongen (1877-1968)
- Jean Dubuffet (1901-1985)
- Marcel Duchamp (1887-1968), pictor francez
- Raoul Dufy (1877-1953)
- Albrecht Dürer (1471-1528)
- Antoon van Dyck (1599-1641)

## E

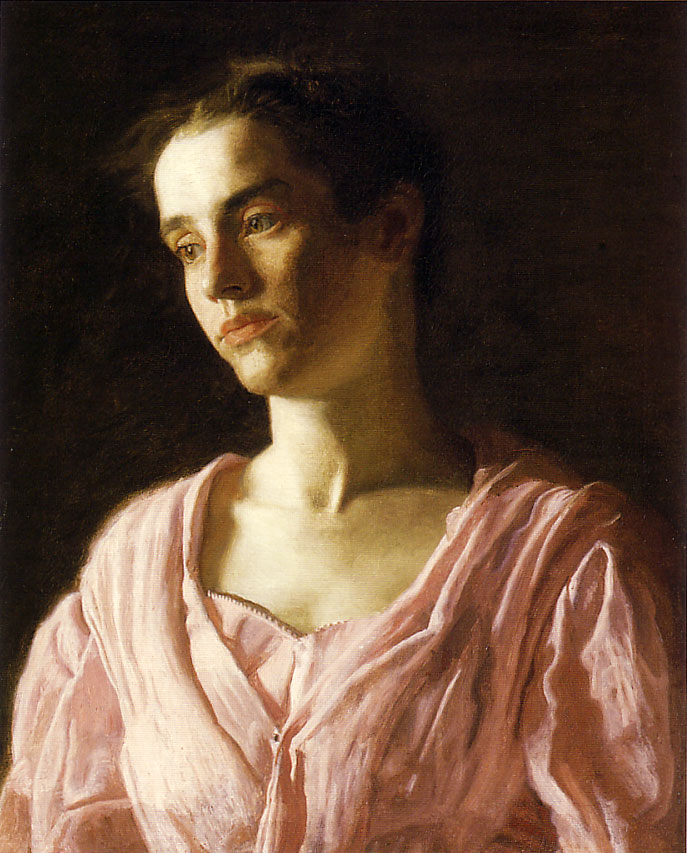
Portretul domnișoarei Maud Cook (1895), Yale University Art Gallery.

- Thomas Eakins (1844–1916), pictor american realist, fotograf, sculptor
- James Ensor (1860-1949)
- Jacob Epstein (1880-1959)
- Max Ernst (1891-1976)
- Richard Estes (n. 1936), pictor american, fotorealism
- Hubert van Eyck (1385–1426)
- Jan van Eyck (1390-1441)
- Carl Eytel (1862-1925)

## F

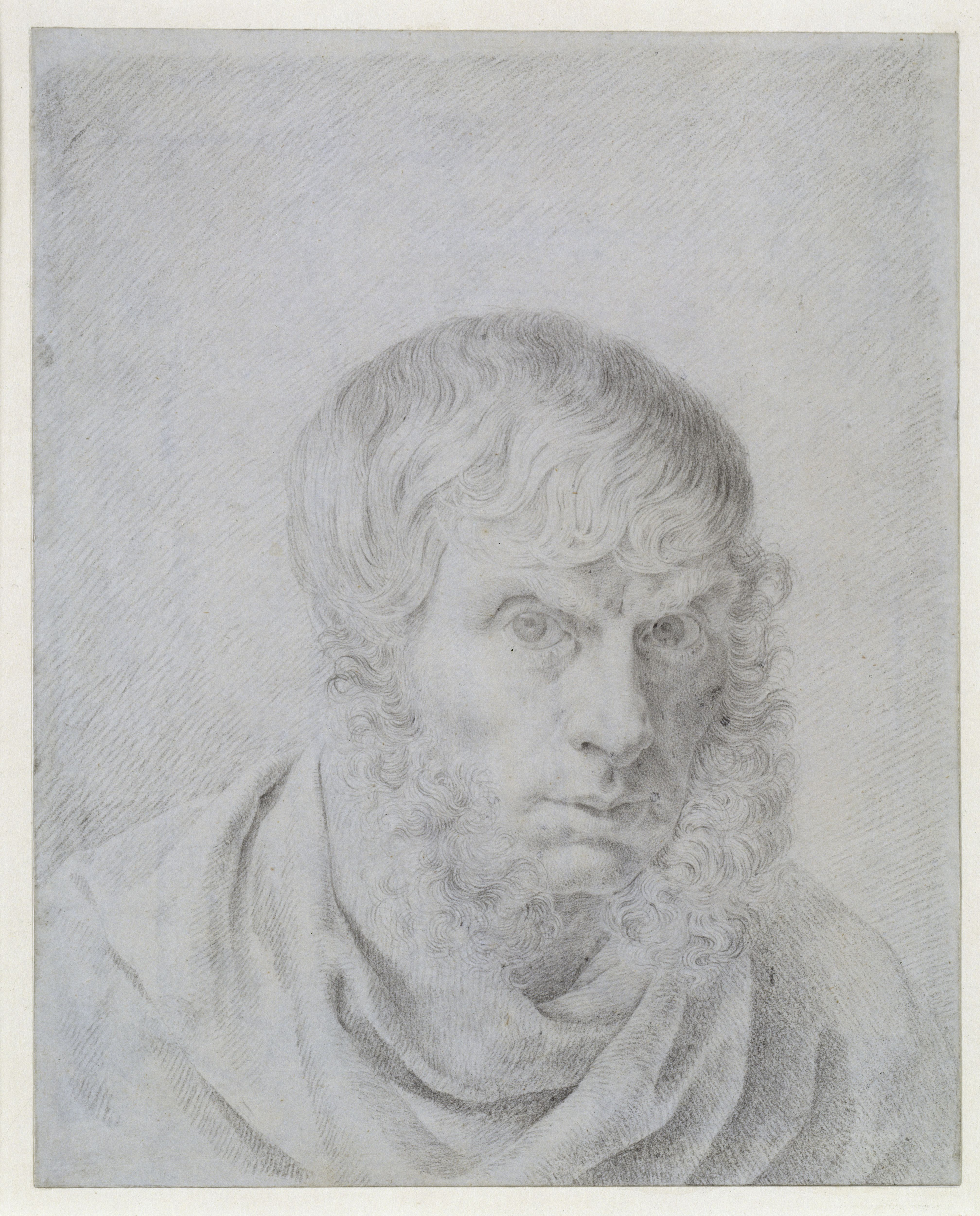
Caspar David Friedrich

- Vladimir Favorski, (1886–1964) artist grafic rus, faimos pentru gravurile sale în lemn
- Jean Fautrier (1898-1964)
- Pavel Fedotov, (1815–1852) pictor realist rus, "Hogarth-ul rușilor" autor al picturii:Tânăra văduvă, 1861
- Pavel Filonov (1883-1941)
- Lucio Fontana (1899-1968)
- Tsuguharu Fujita (1886-1968)
- Jean-Honoré Fragonard (1732-1806)
- Piero della Francesca (ca.1416-1492)
- Sam Francis (1923-1994)
- Roelof Frankot (1911-1984)
- Lucian Freud (1922-)
- Caspar David Friedrich (1774-1840)
- Francisc Fabian (1951-)
- Enache Gheorghe (1956 - 2016)

## G
- Evgheni Gabricevski - pictor rus
- Thomas Gainsborough (1727-1788)
- Paul Gauguin (1848-1903)

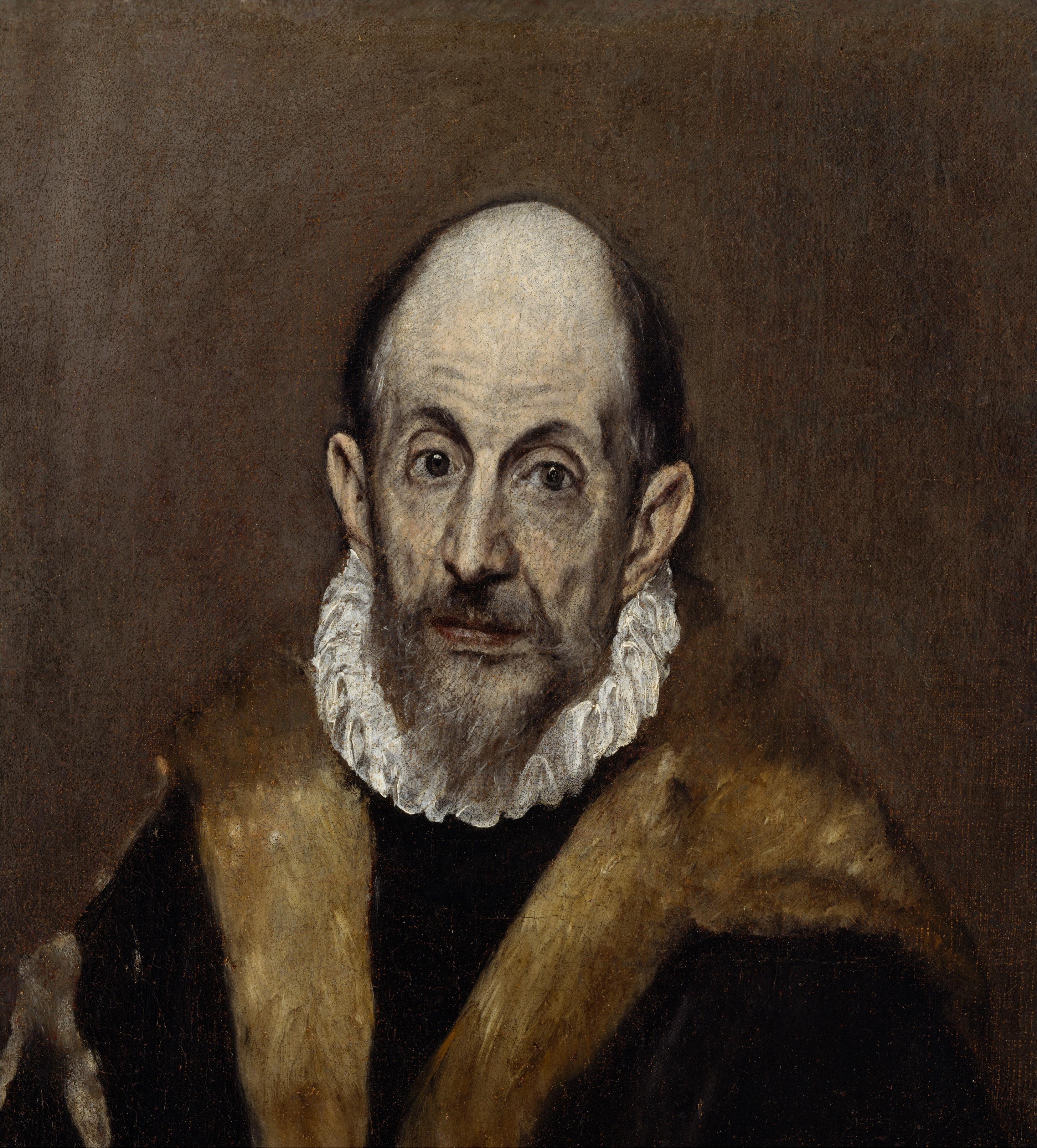
El Greco

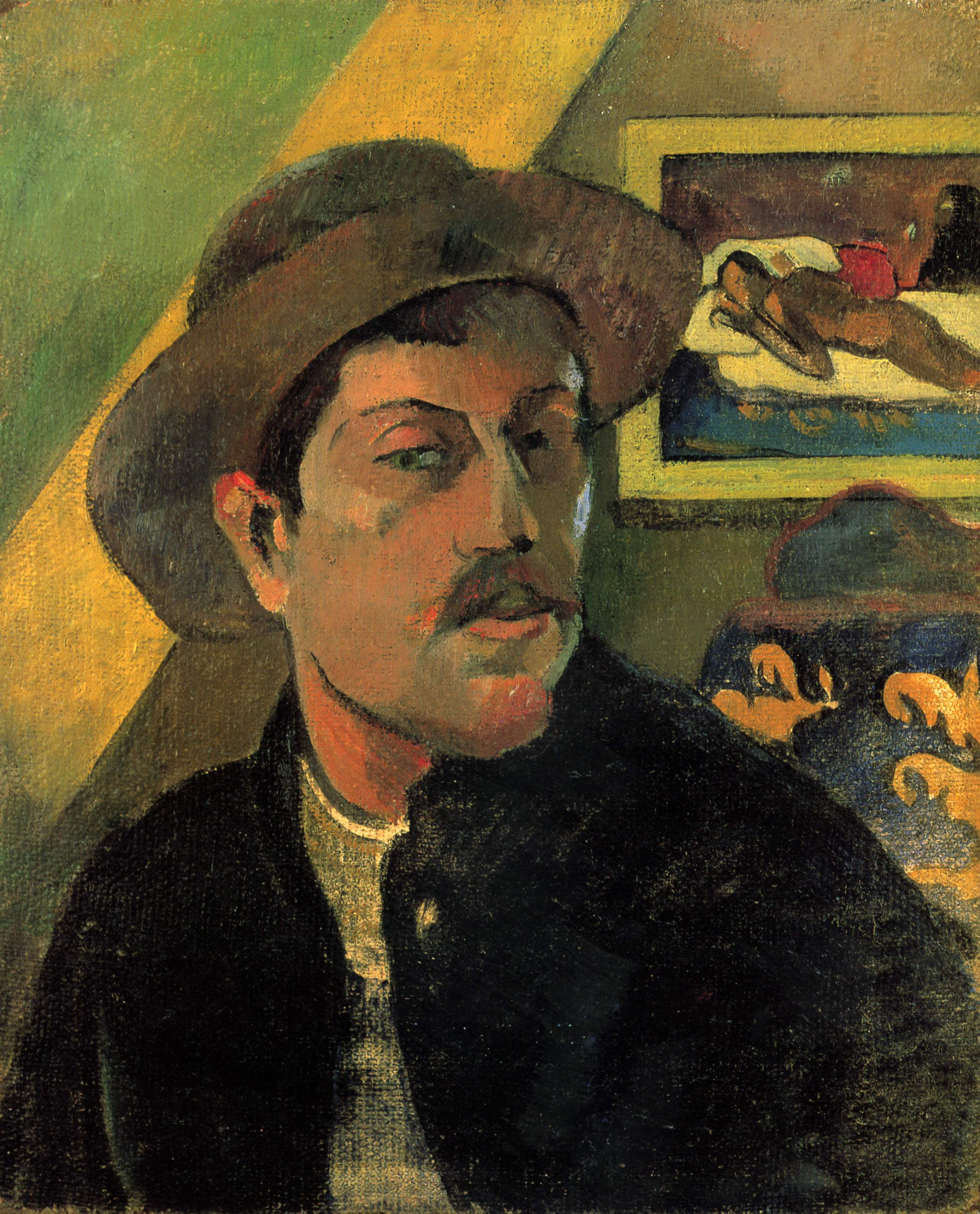
Paul Gauguin

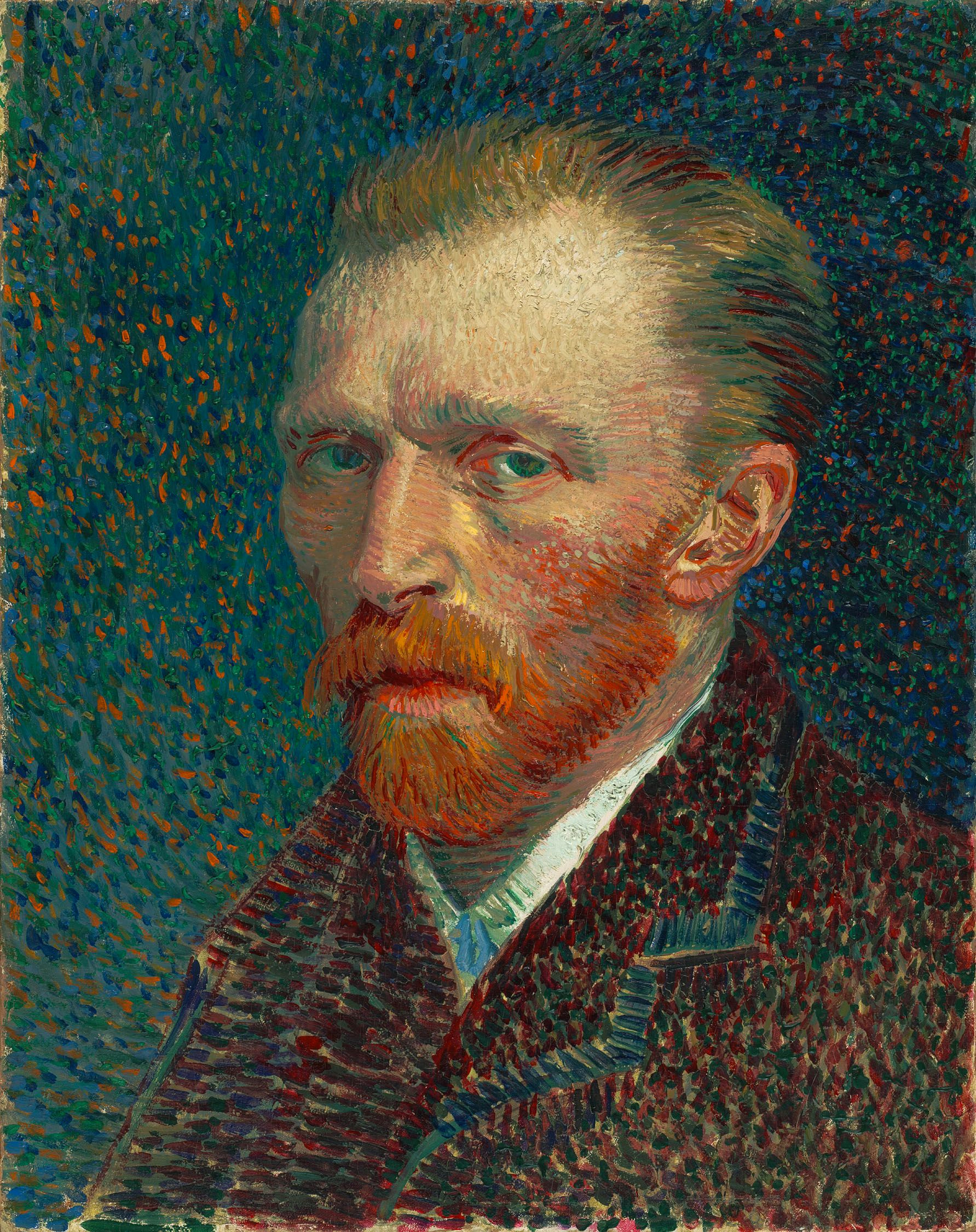
Vincent van Gogh

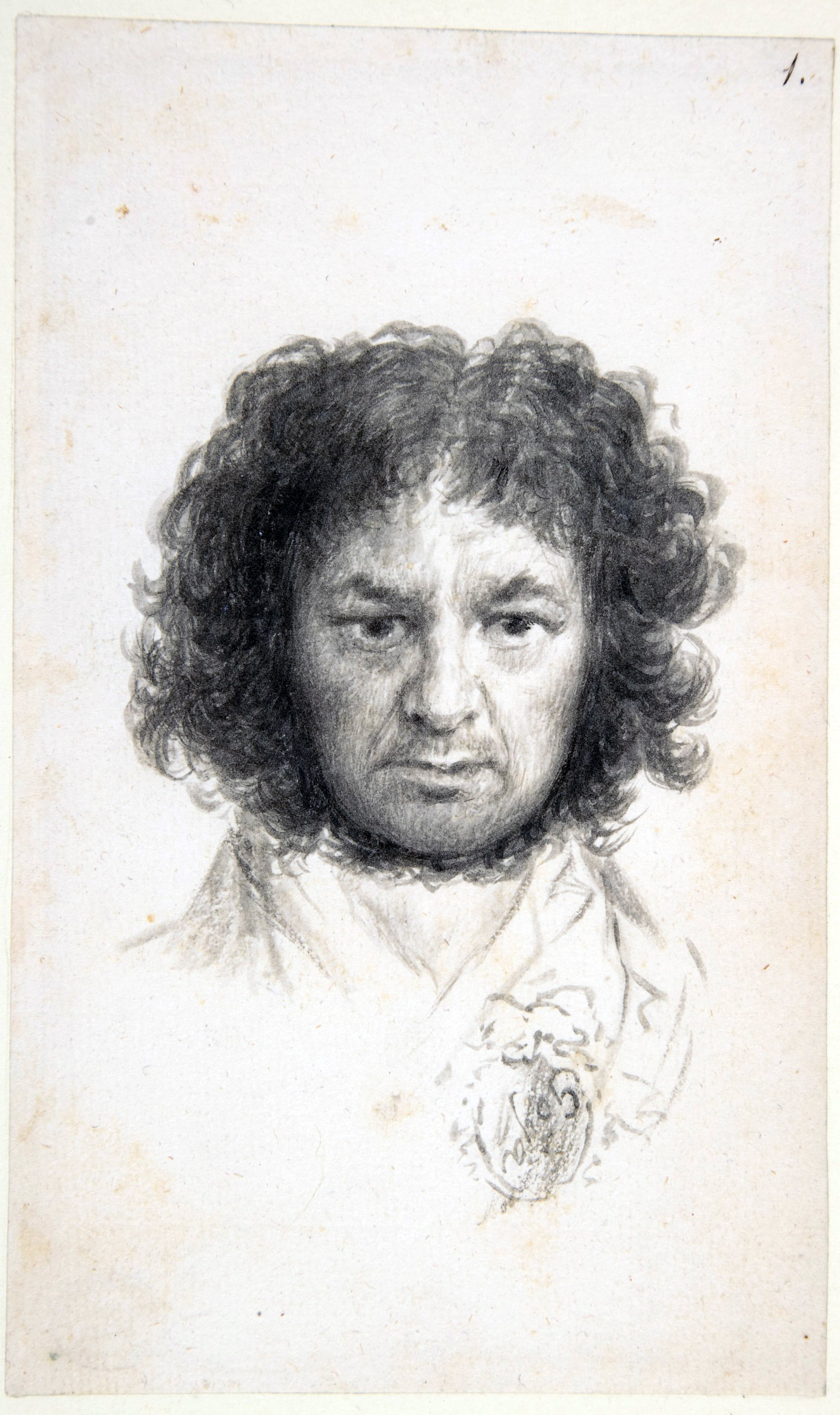
Francisco Goya

- Nikolai Ge (1831–1894) pictor realist rus, faimos pentru lucrări cu temă istorică și religioasă, autor al picturilor: Petru cel Mare interogând țareviciul Alexei Petrovici și Lev Tolstoi
- Teofan Grecul, pictor rus medieval de fresce și icoane în Imperiul Bizantin și Rusia
- William Gear (1915-1997)
- Csaba Gergely (1951-) -pictor maghiar Arhivat în 22 ianuarie 2009, la Wayback Machine.
- Wojciech Gerson (1831–1901) pictor polonez
- Théodore Géricault (1791-1824)
- Domenico Ghirlandaio (1449-1494)
- Aleksander Gierymski (1850–1901) pictor polonez
- Maksymilian Gierymski (1846–1874) pictor polonez
- Stephen Gilbert, (1910-2007)
- Giorgio da Castelfranco zis Giorgione (1477-1510)
- Ambrogio Bondone zis Giotto (1267-1337)
- Luminița Gliga (1975-)
- Albert Gottschalk (1866-1906)
- Francisco de Goya (1746-1828), pictor spaniol
- Dominikos Theotokopulos zis El Greco (1541-1614)
- Lucian Grigorescu (1894-1965)
- Nicolae Grigorescu (1838-1907)pictor roman
- Renato Guttuso (1912-1987)
- Elena Greculesi (1928-)

## H
- Simone Haack (1978-)
- Frans Hals (1582-1666)
- Keith Haring (1958-1990)
- Hans Hartun (1904-1992)
- Erich Heckel (1883-1970)
- Henry Heerup (1907-1993)
- William Hogarth (1697-1764)

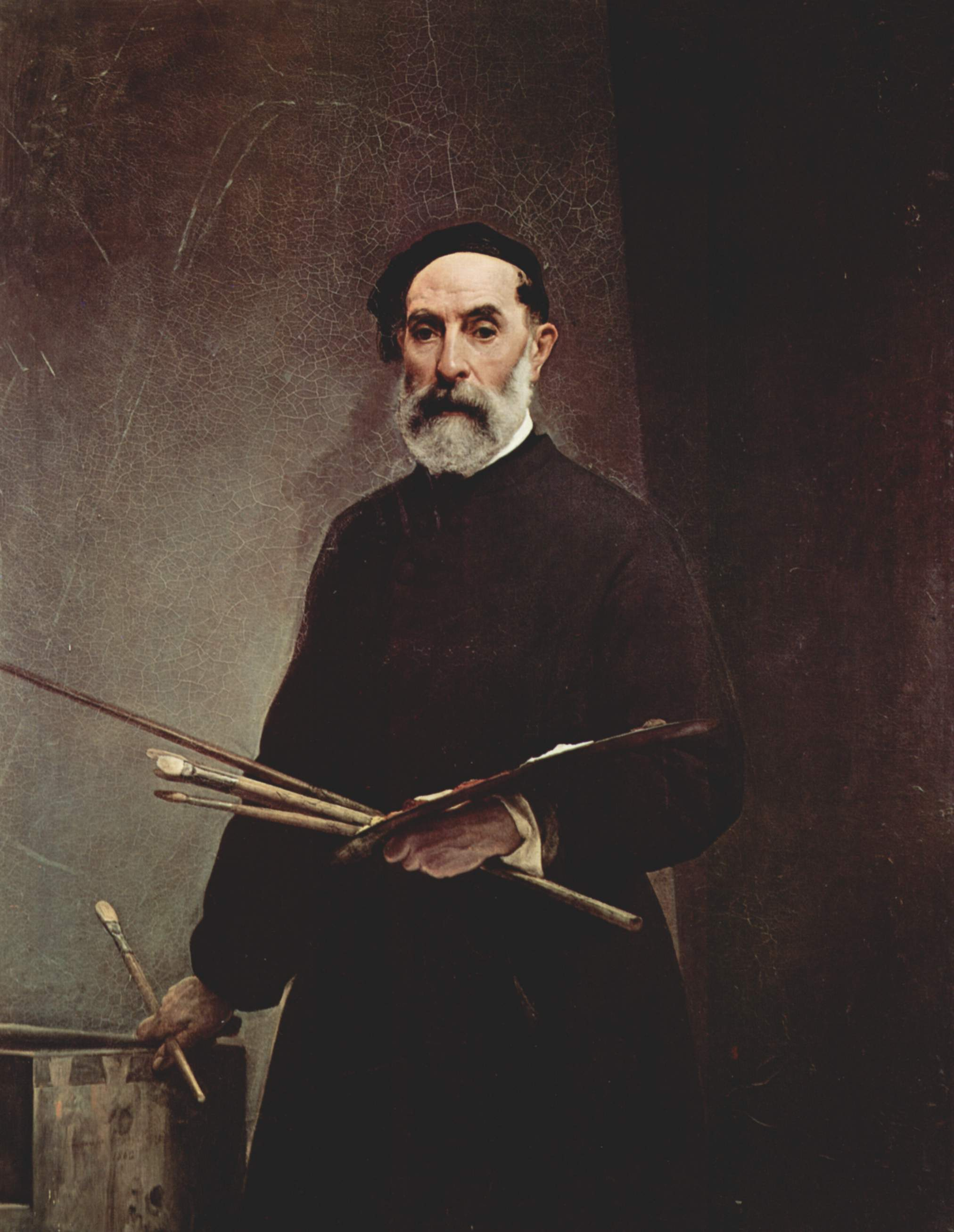
Francesco Hayez

- Hans Holbein cel Bătrân (1465-1524)
- Hans Holbein cel Tânăr (ca.1497-1543)
- William Holman Hunt (1827-1910)
- Edward Hopper (1882-1967)
- Friedensreich Hundertwasser (1928-2000)
- William Holman Hunt (1827-1910)
- Jan van Huysum (1682-1749)
- Hagianu Alexandrina(1955)

## I
- Marcel Iancu (1895-1984)
- Jean Auguste Ingres (1790-1867)
- George Inness (1829-1894)
- Petre Iorgulescu-Yor (1890-1939)
- Iosif Iser (1881-1958)

## J
- Egill Jacobsen (1910-1998)
- Robert Jacobsen (1912-1993)
- Alexandru Jakabházi (n. 1954)
- Alexi von Jawlensky (1864-1941)
- Aurel Jiquidi (1896-1962)
- Allen Jones (1937-)
- Jacob Jordaens (1593-1678)[3][4]
- Asger Jorn (1914-1973)
- Donald Judd (1928-1994)

## K

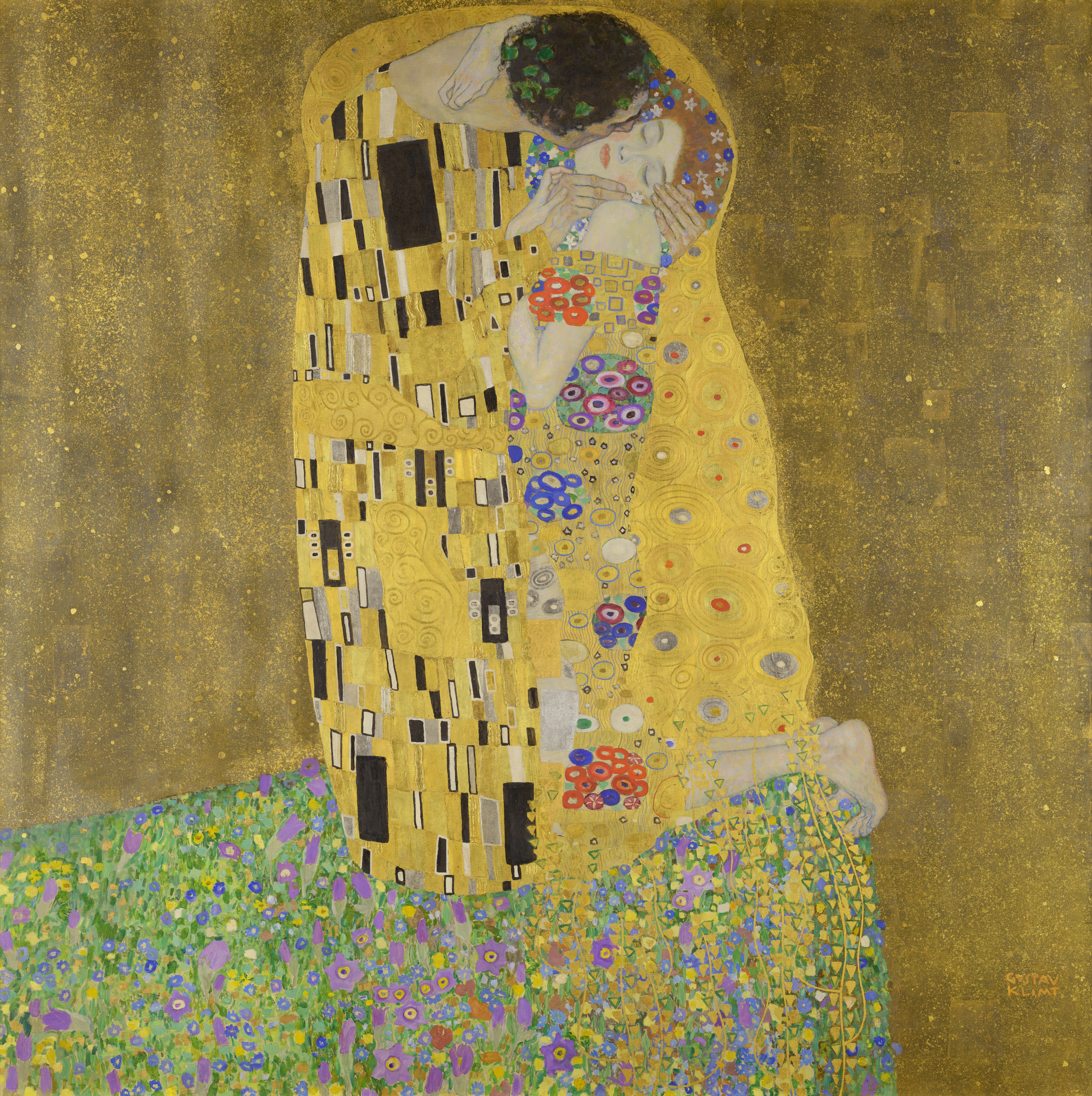
Gustav Klimt: Sărutul, 1907-1908

- Vasili Kandinski (1886-1944), pictor rus, inventator al artei pure abstracte, fondator al Der Blaue Reiter
- Martin Kippenberger 1953-1997
- Ernst Ludwig Kirchner (1880-1938)
- Per Kirkeby (1938-)
- Paul Klee (1879-1940)
- Yves Klein (1928-1962)
- Gustav Klimt (1852-1918)
- Jesper Knudsen (1964-)
- Oskar Kokoschka (1886-1980)
- Andrei Kolkoutin (1957-pictor rus
- Juliusz Kossak (1824-1899) pictor polonez
- Wojciech Kossak (1857-1942)
- Mattias Köster
- Ivan Kramskoi, pictor și critic rus de artă, autor al  Cristos în Deșert și  Femeie necunoscută
- Frantisek Kupka (1871-1957)
- Michael Kvium (1955-)
- Boris Kustodiev, (1878–1927), pictor rus, autor ale unor portrete faimoase, scene de sărbători (Soția negustorului, Baie, Venus rusesc)

## L

Leonardo da Vinci: Gioconda, 1503-06, Muzeul Luvru, Paris

- Mihail Larionov, (1881–1964) pictor rus avantgardist
- Thomas Lawrence, (1769-1830)
- Fernand Léger, (1881-1955)
- Alexei Leonov, cosmonaut și pictor rus, a făcut câteva lucrări în cosmos
- Tamara de Lempicka, (1898–1980) pictor polonez
- Leonardo da Vinci, (1452-1519) pictor italian renascentist
- Maurice Le Scouezec, (1881-1940)
- Roy Lichtenstein, (1923-1997) pictor american
- El Lissitzky, pictor rus avantgardist, autor al picturii lui Kazimir Malevici
- Fra Filippo Lippi, (1406-1469)
- Filippino Lippi, (1457-1504)
- Claude Lorrain (1600-1682), pictor francez
- Lucebert (1924-1994)
- Ștefan Luchian (1868-1916), pictor român

## M
- August Macke (1887-1914)
- Dorin Macovei {1961-}
- René Magritte (1898-1967)

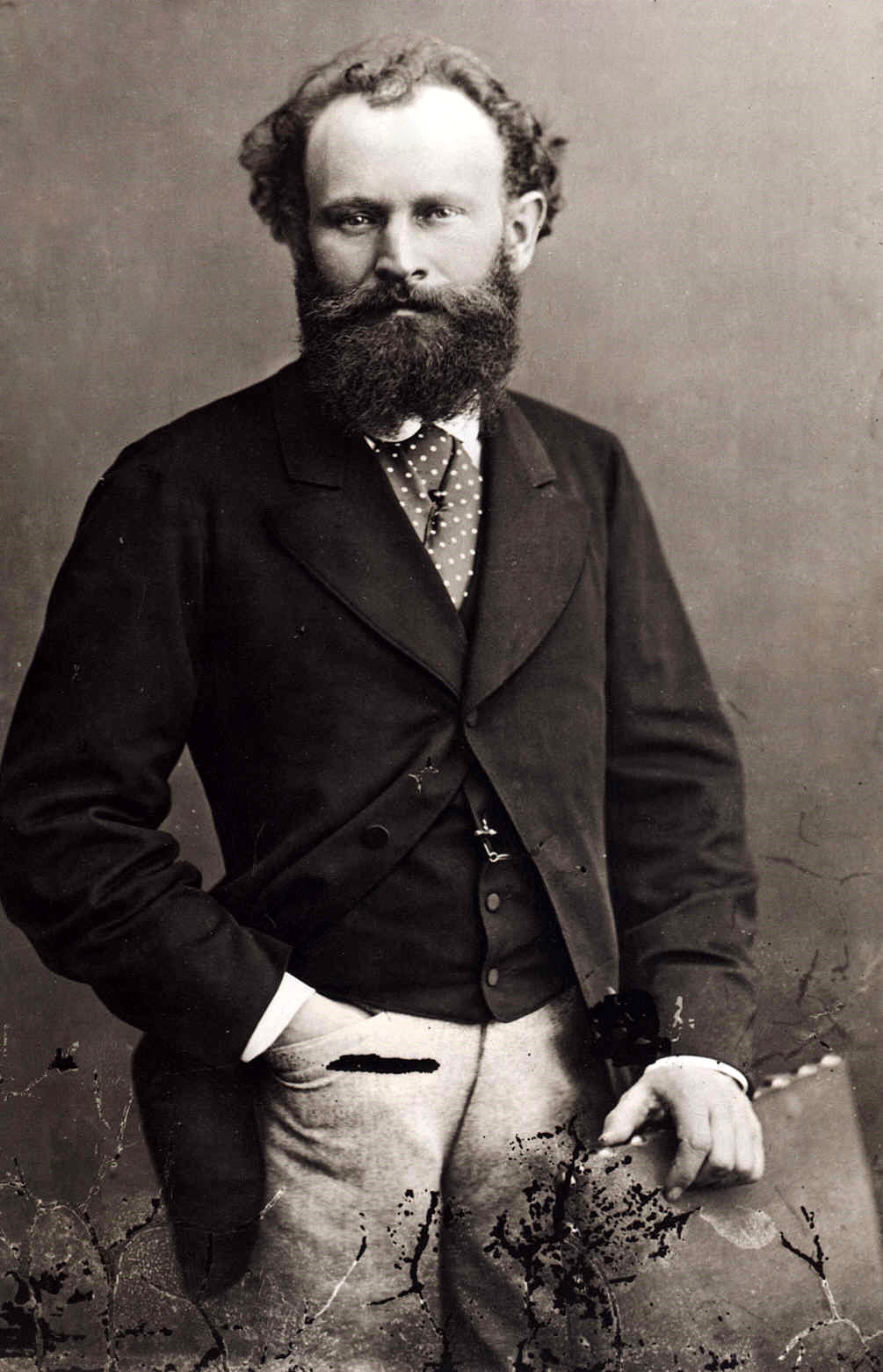
Édouard Manet

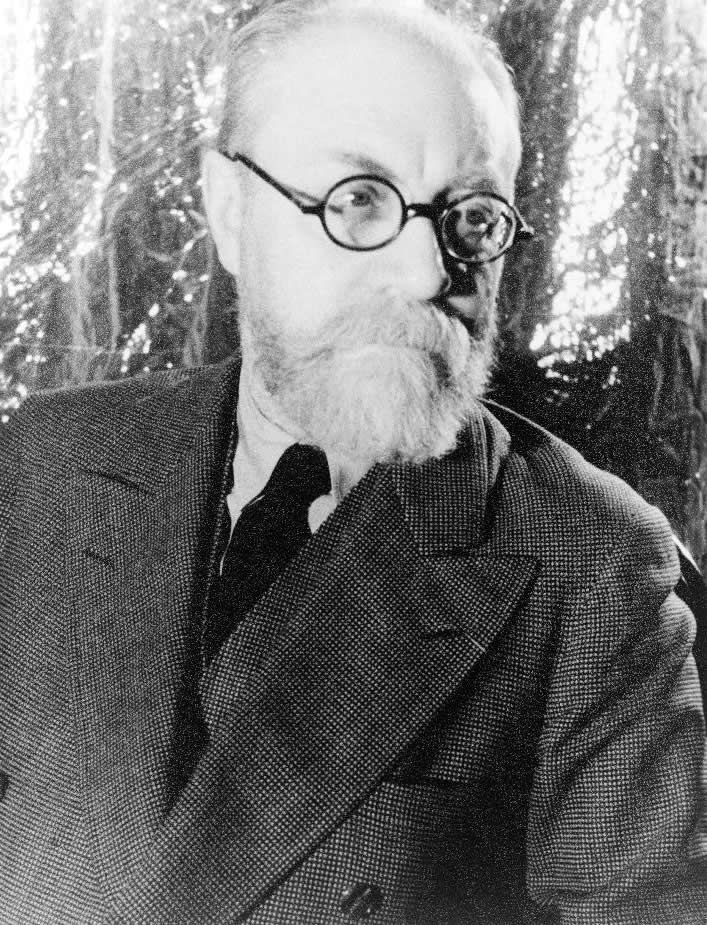
Henri Matisse

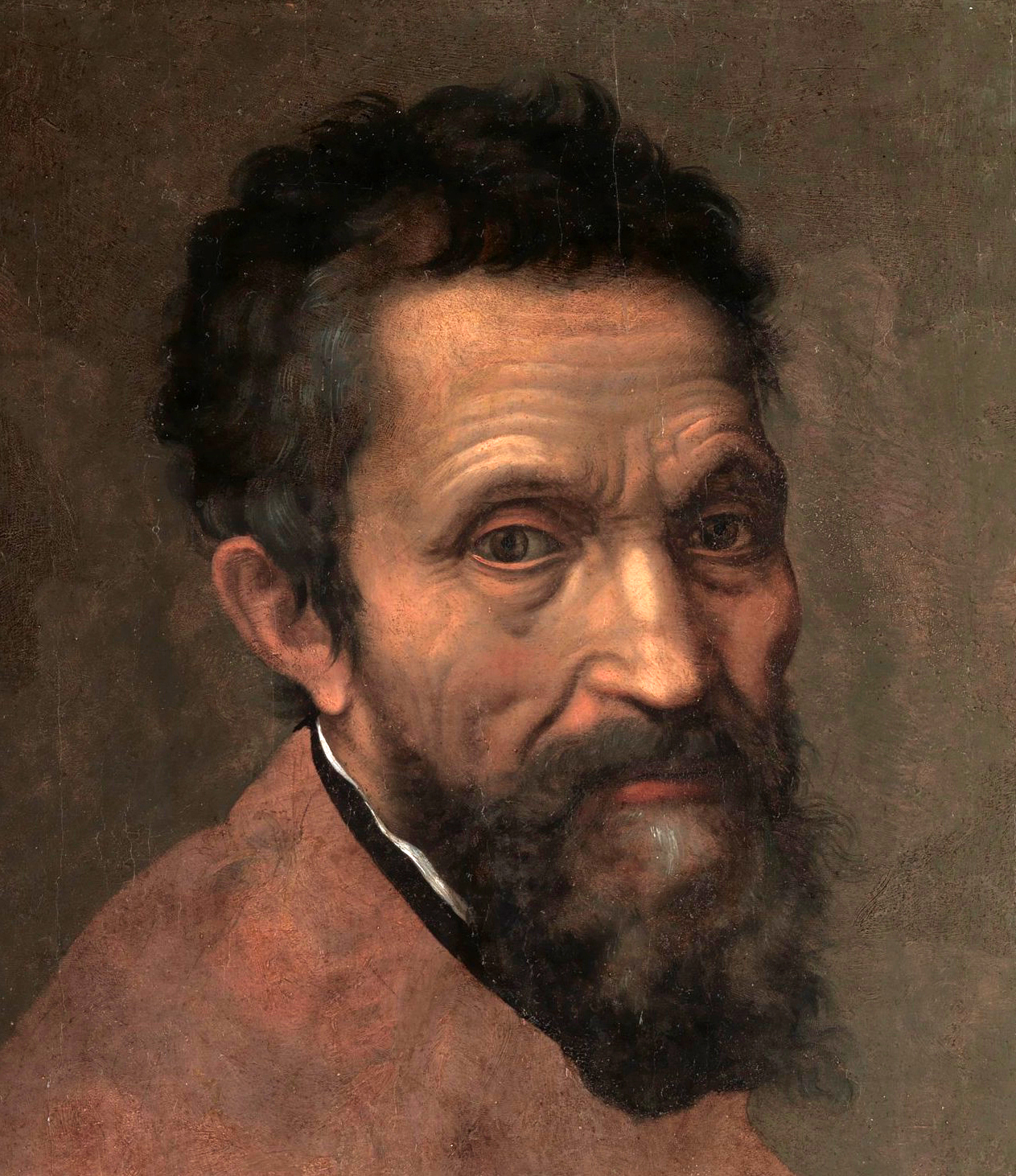
Michelangelo

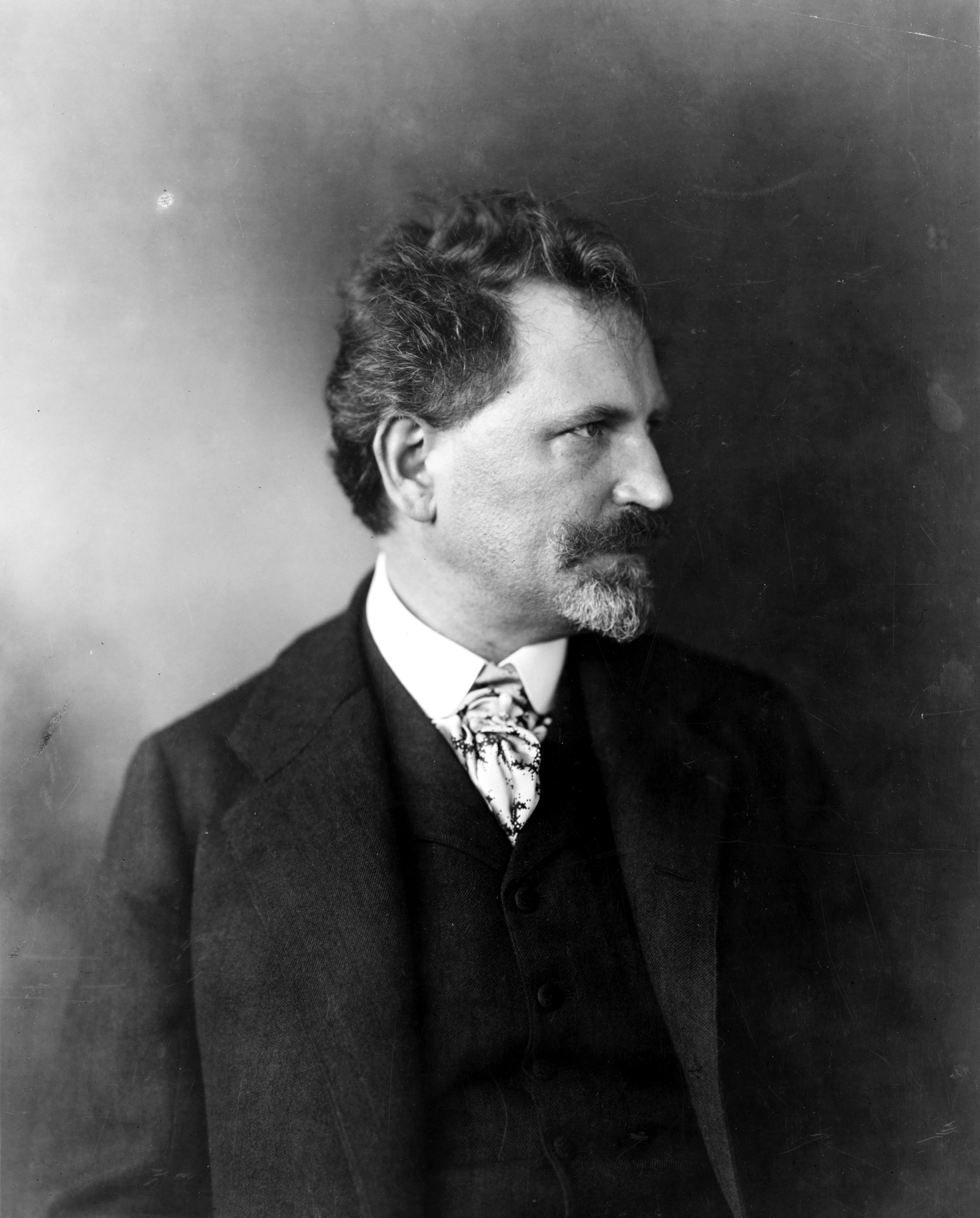
Alfons Mucha

- Kazimir Malevici (1878-1935), pictor rus
- Jacek Malczewski (1854–1929)
- Lise Malinovsky (1957-)
- Édouard Manet (1832-1883)
- Franz Marc (1880-1916)
- Tasso Marchini (1907-1936)
- Albert Marquet (1875-1947)
- Wilhelm Marstrand (1810-1873)
- Masaccio (1401-1428)
- André Masson (1896-1987)
- Jan Matejko (1838-1893) - pictor polonez
- Henri Matisse (1869-1954)
- Józef Mehoffer (1869–1946)- pictor polonez
- Hans Memling (ca.1435-1494)
- Piotr Michałowski (1800–1855)- pictor polonez
- Michelangelo Buonarroti (ca.1475-1564)
- John Everett Millais (1829-1896)
- Jean-François Millet (1814-1875)
- Ksenia Milicevic (1942-)
- Joan Miró (1893-1983)
- Amedeo Modigliani (1884-1920)
- Charlotte Molenkamp (1955-)
- Piet Mondrian (1872-1944)
- Claude Monet (1840-1926)
- Samuel F. B. Morse (1791-1872)
- Luigi Montanarini (1906-1998)
- Gustave Moreau (1826-1898)
- Berthe Morisot (1841-1895)
- Richard Mortensen (1910-1993)
- Edvard Munch (1863-1944)
- Takashi Murakami (1962-)
- Bartolomé Esteban Murillo (1617-1682)
- Fred Micoș (1907-1995)

## N
- Paul Nash (1889-1946)
- Isamu Noguchi (1904-1988)
- Sidney Nolan (1917-1992)
- Emil Nolde (1867-1956)
- Kjell Nupen (1955-)

## O
- Ioan Oratie
- José Clemente Orozco (1883-1949)
- Wiliam Orpen (1878-1931)
- George Ostafi (1961-)

## P
- Vasile Pintea (1931-)
- George Păunescu (1961-)
- Mimmo Paladino (1948-)

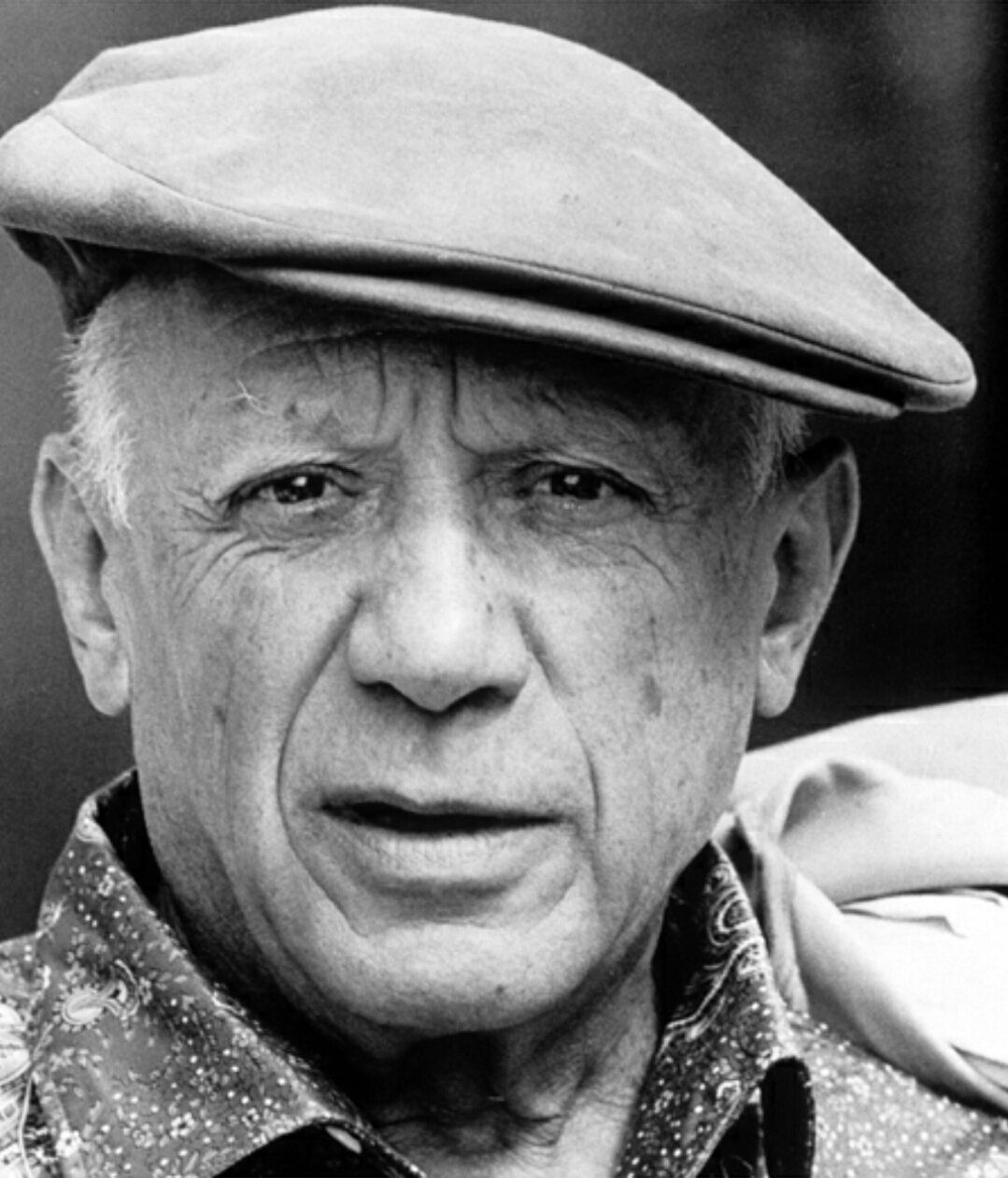
Pablo Picasso

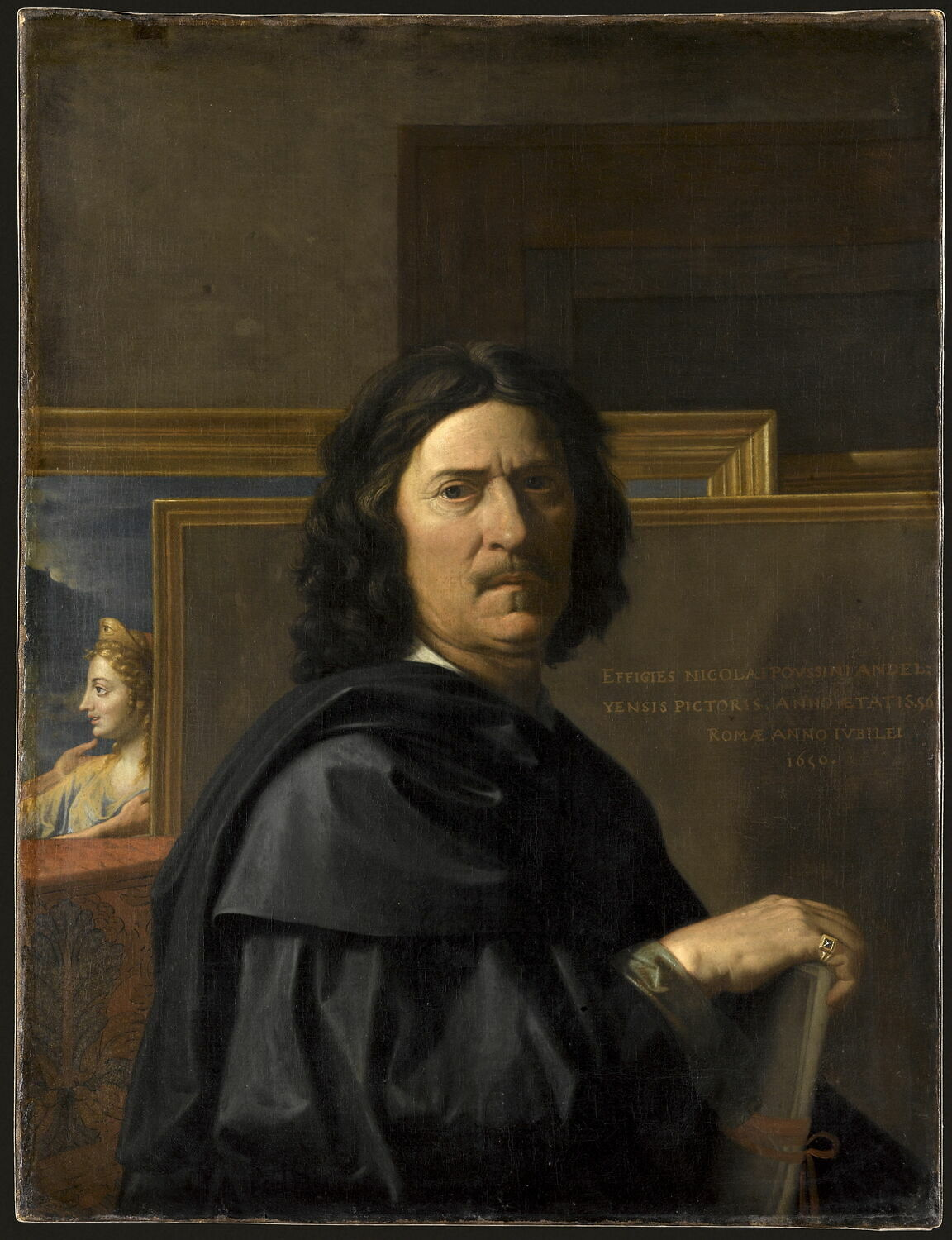
Nicolas Poussin

- Józef Pankiewicz (1866–1940) - pictor polonez
- Theodor Pallady (1871-1956) - pictor român
- Francesco Mazzolla zis Parmigianino (1504-1540)
- Max Pechstein (1881-1955)
- Carl-Henning Pedersen (1913-2007)
- Gina Pellón (1926-)
- Vasili Perov (1834 - 1882)
- Pietro Perugino (ca.1450-1523)
- Gheorghe Petrașcu (1872-1949)- pictor român
- Theodor Philipsen (1840-1920)
- Francis Picabia (1879-1953)
- Pablo Picasso (1881-1973)
- Pinturicchio (1435-1513)
- Camille Pissarro (1830-1903)
- Władysław Podkowiński (1866–1895)- pictor polonez
- Jackson Pollock (1912-1956)
- Jacopo da Pontormo (1494-1556)
- Nicolas Poussin (1594-1665)
- Andrea Pozzo (1642-1709)
- Ștefan Popescu (1872-1948)- pictor român
- Călin Inocențiu Pojar (1939-2010)- pictor român

## R
- Rafael Sanzio (1483-1520)
- Jacob Rantzau (1973-)

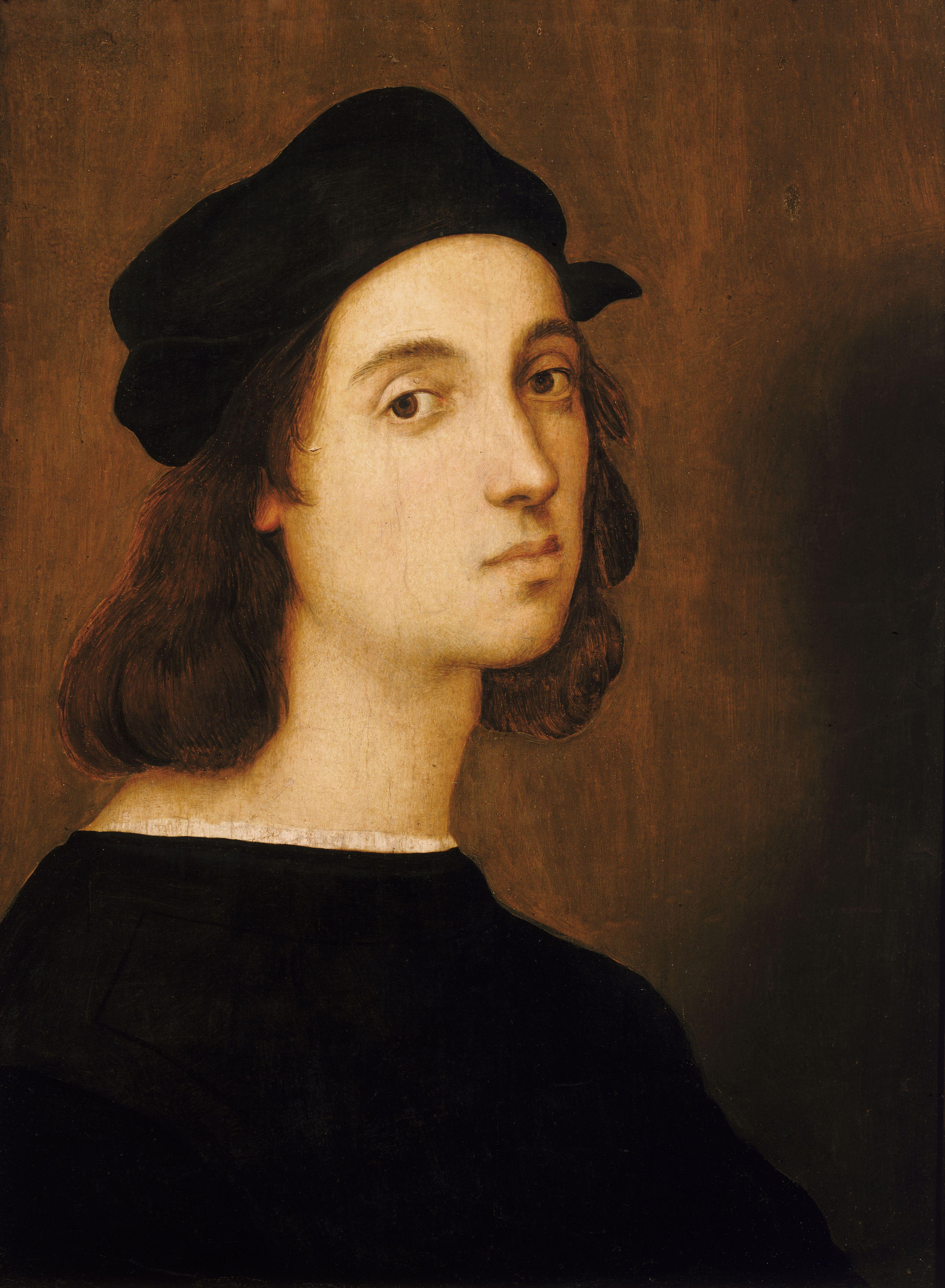
Raffaello

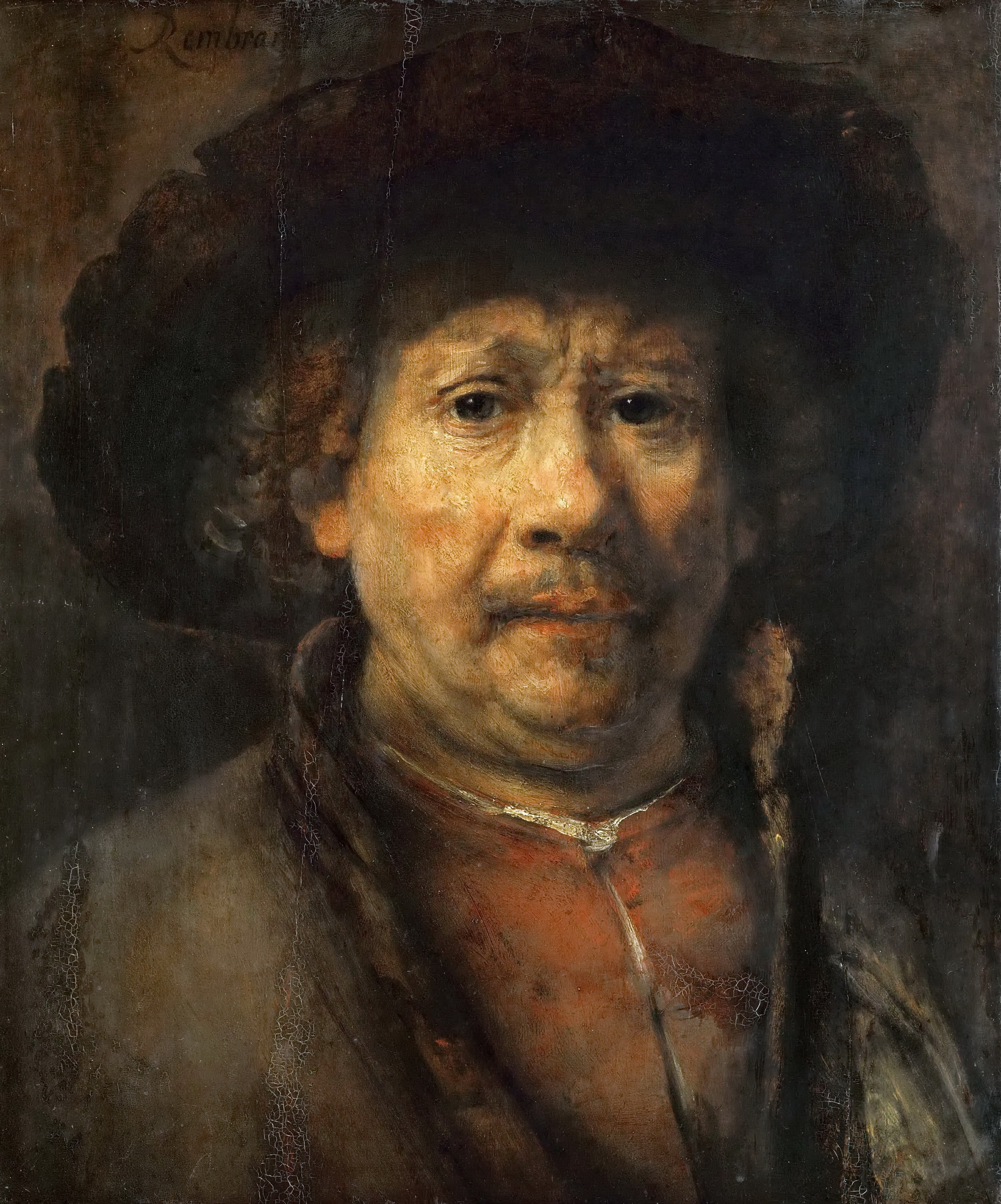
Rembrandt

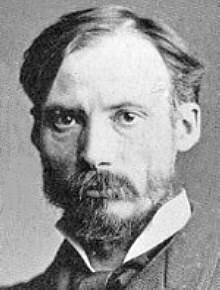
Auguste Renoir

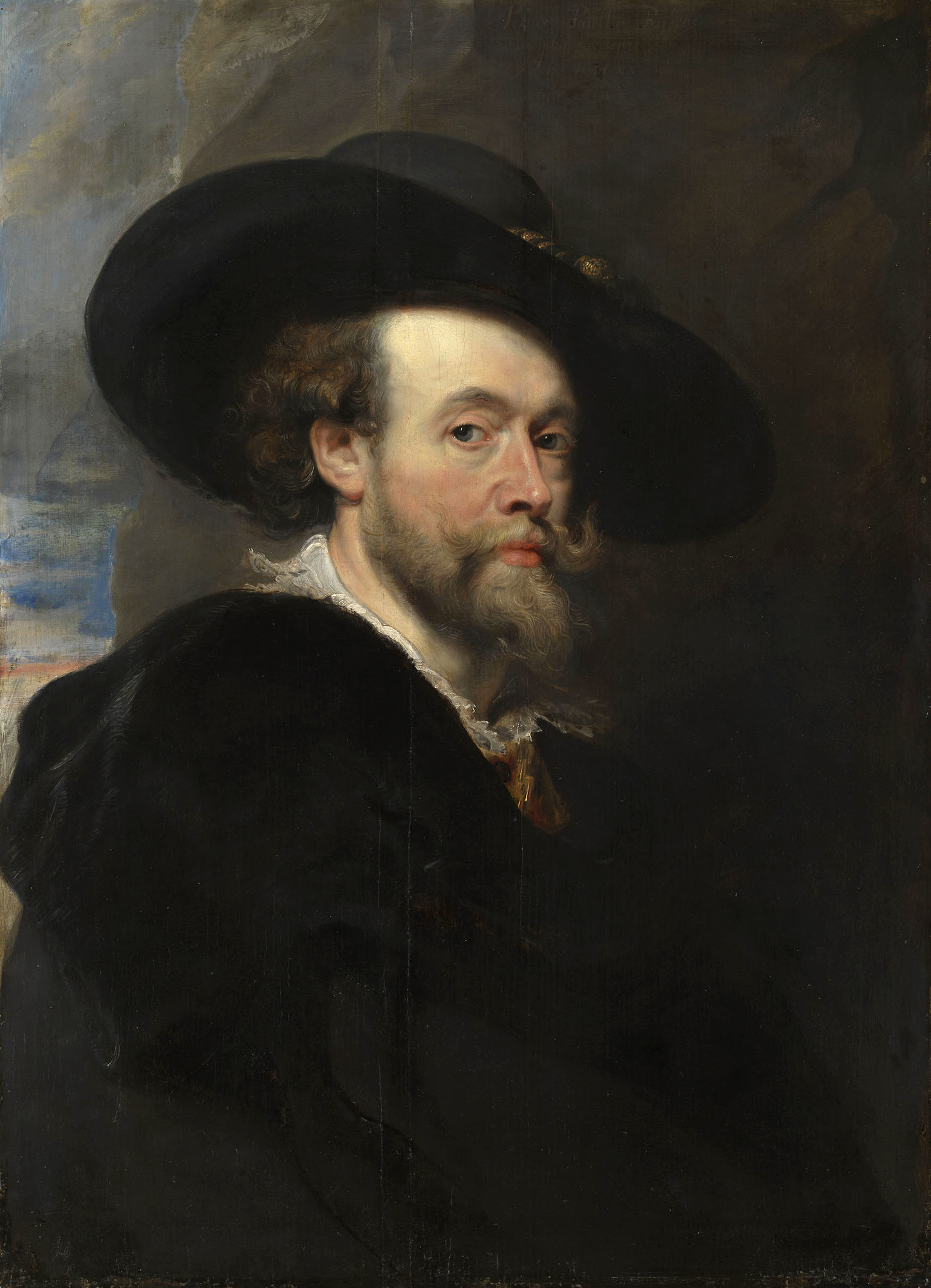
Rubens

- Rembrandt van Rijn (1606-1669), pictor olandez
- Pierre-Auguste Renoir (1841-1919), pictor francez
- Ilia Repin (1844-1930)
- Camil Ressu (1880-1962)
- Joshua Reynolds (1723-1792)
- Jusepe de Ribera (1591 – 1652)[5]
- József Rippl-Rónai (1861-1927)
- Michele Rocca (1670-1751)
- Norman Rockwell (1894 - 1978), pictor american
- Giulio Romano (1499-1546)[6]
- Anton Rooskens (1906-1976)
- Cosimo Rosselli (1439-1507)
- Dante Gabriel Rossetti (1828-1882)
- Henri Rousseau le Douanier (1844-1910)
- Peter Paul Rubens (1577-1640), pictor olandez
- Jacob van Ruisdael (1628-1682)

## S
- Niki de Saint-Phalle (1930-2002)
- John Singer Sargent (1856-1925)
- Andrea del Sarto (1486-1530)
- Antonio Saura (1930-1998)
- Egon Schiele (1890-1918)
- Karl Schmidt-Rottluff (1884-1976)

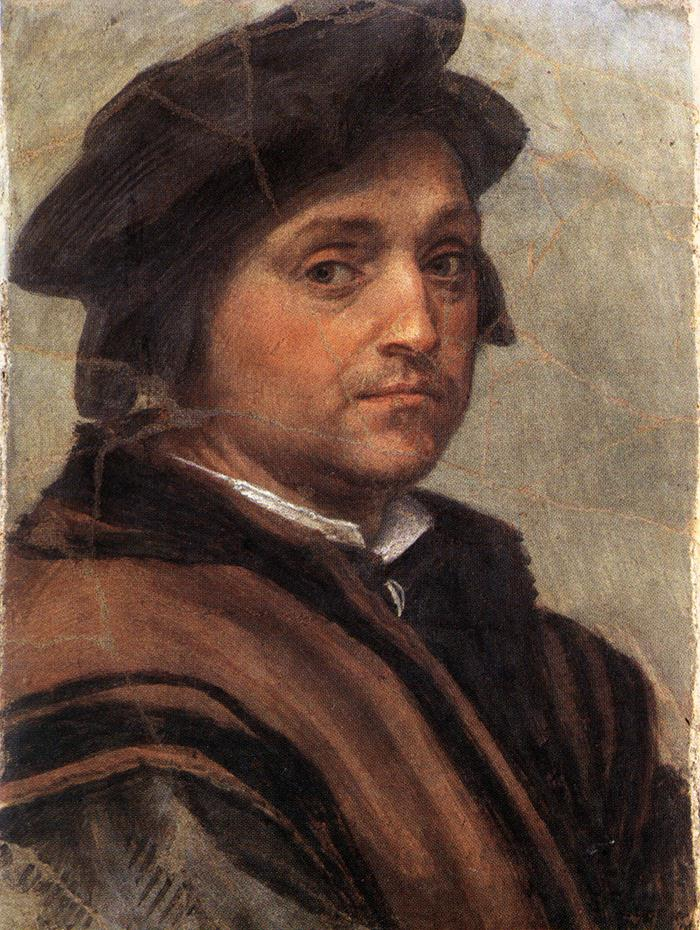
Andrea del Sarto

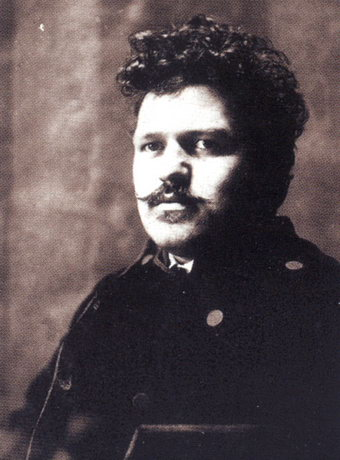
Antonín Slavíček

- Bruno Schulz (1892–1942) - pictor polonez
- Kurt Schwitters (1887-1948)
- Valentin Serov (1865-1911), pictor rus
- Paul Sérusier (1836-1927)
- Georges Seurat (1859-1891)
- Alexandr Sevcenco (1882-1948)
- Gino Severini (1883-1966)
- Jan Sierhuis (1928-)
- Paul Signac (1863-1935), pictor francez
- Luca Signorelli (1445-1523)
- Alfred Sisley (1839-1899)
- Richard Smeets (1955-)
- Franciszek Smuglewicz (1745–1807) - pictor polonez
- Daniel Spoerri,(1930)
- Chaim Soutine (1893-1943)
- Amadeo de Souza-Cardoso (1887-1918)
- George Spaiuc (n.1964)
- David Spiller
- Jan Stanisławski (1860–1907) - pictor polonez
- Ion Stendl, (1939-)
- Jean Al. Steriade (1880-1956)
- Sergei Sviatchenko (1952-)
- Leif Sylvester (1940-)
- Valeriu Sandu (1965-prezent)

## T

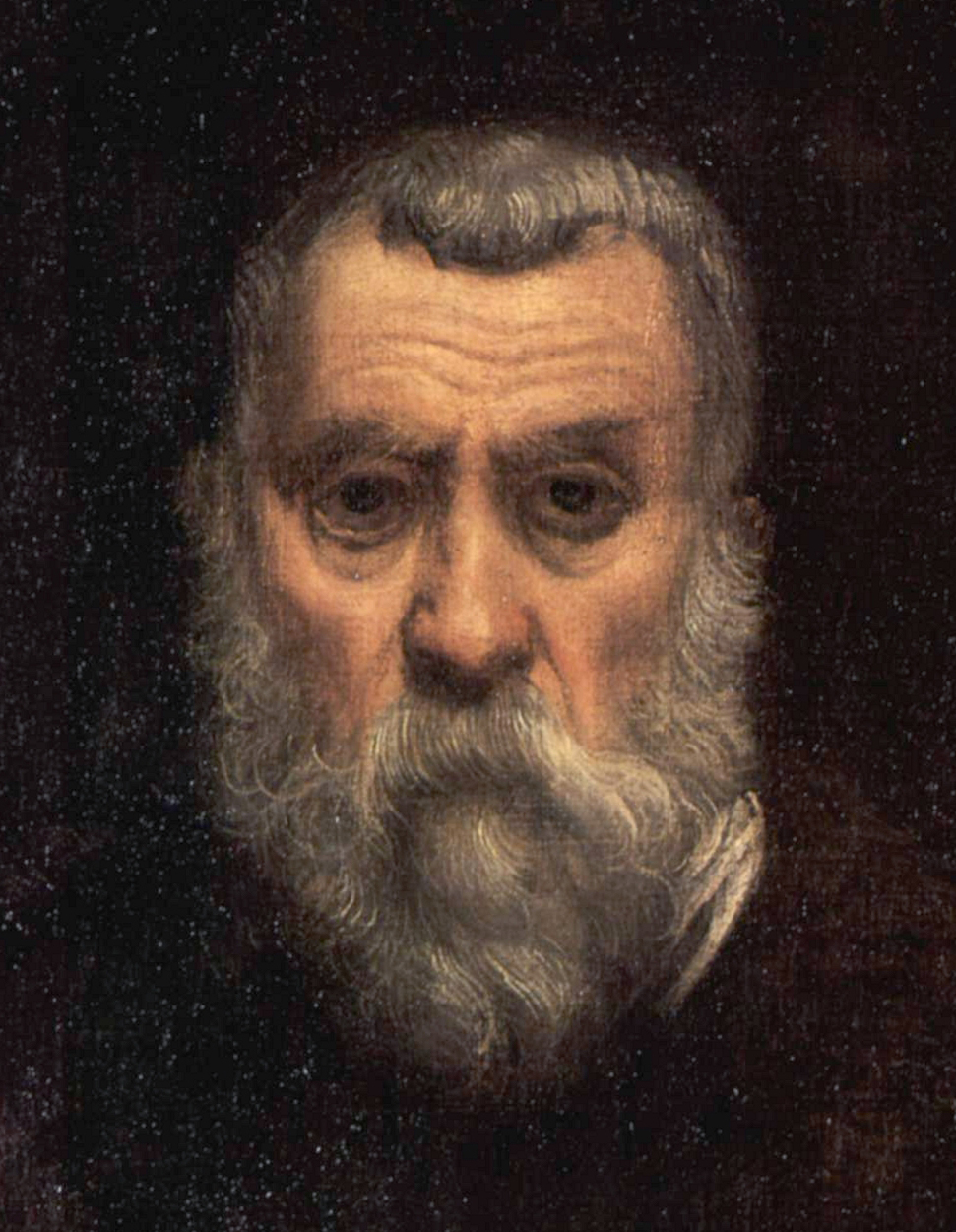
Tintoretto

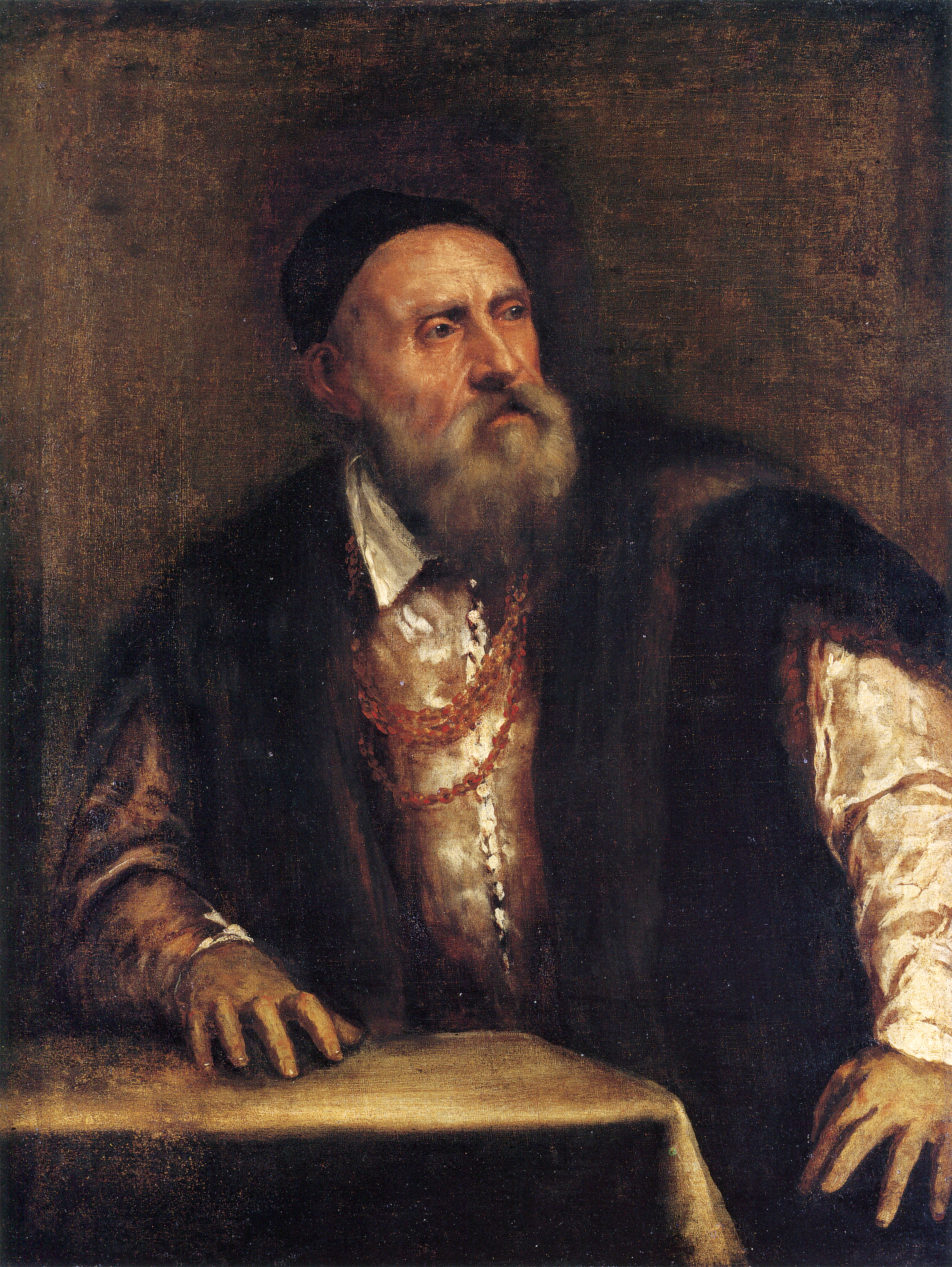
Tizian

- Yves Tanguy (1900-1955), pictor francez
- Gheorghe Tattarescu (1820-1894)
- Giovanni Battista Tiepolo (1696-1770)
- Walasse Ting (1929-2010)
- Jacopo Tintoretto (1518-1594)
- Tiziano Vecellio (1488-1576)
- Nicolae Tonitza (1886-1940)
- Henri de Toulouse-Lautrec (1864-1901)
- Kurt Trampedach (1943-)
- Roxana Trestioreanu (1957-)
- Traian Trestioreanu (1919-1972)
- Ion Țuculescu (1910-1962)
- Joseph Mallord William Turner (1775-1850)- pictor englez

## U
- Paolo Uccello (1397-1475)
- Kitagawa Utamaro (1753-1806)
- Maurice Utrillo (1883-1955)

## V
- Suzanne Valadon (1865-1938)
- Felix Vallotton (1865-1925)
- Vincent Van Gogh (1853-1890)
- Victor Vasarely (1906-1997)
- Giorgio Vasari (1511-1574)
- Diego Velázquez (1599-1660)
- Jan Vermeer van Delft (1632-1675)
- Andrea del Verrocchio (1435-1488)
- Paolo Veronese (1528-1588)
- Kees Verwey (1900-1995)
- Maurice de Vlaminck (1876-1958)
- Édouard Vuillard (1868-1940)
- Wolf Vostell, (1932-1998)

## W

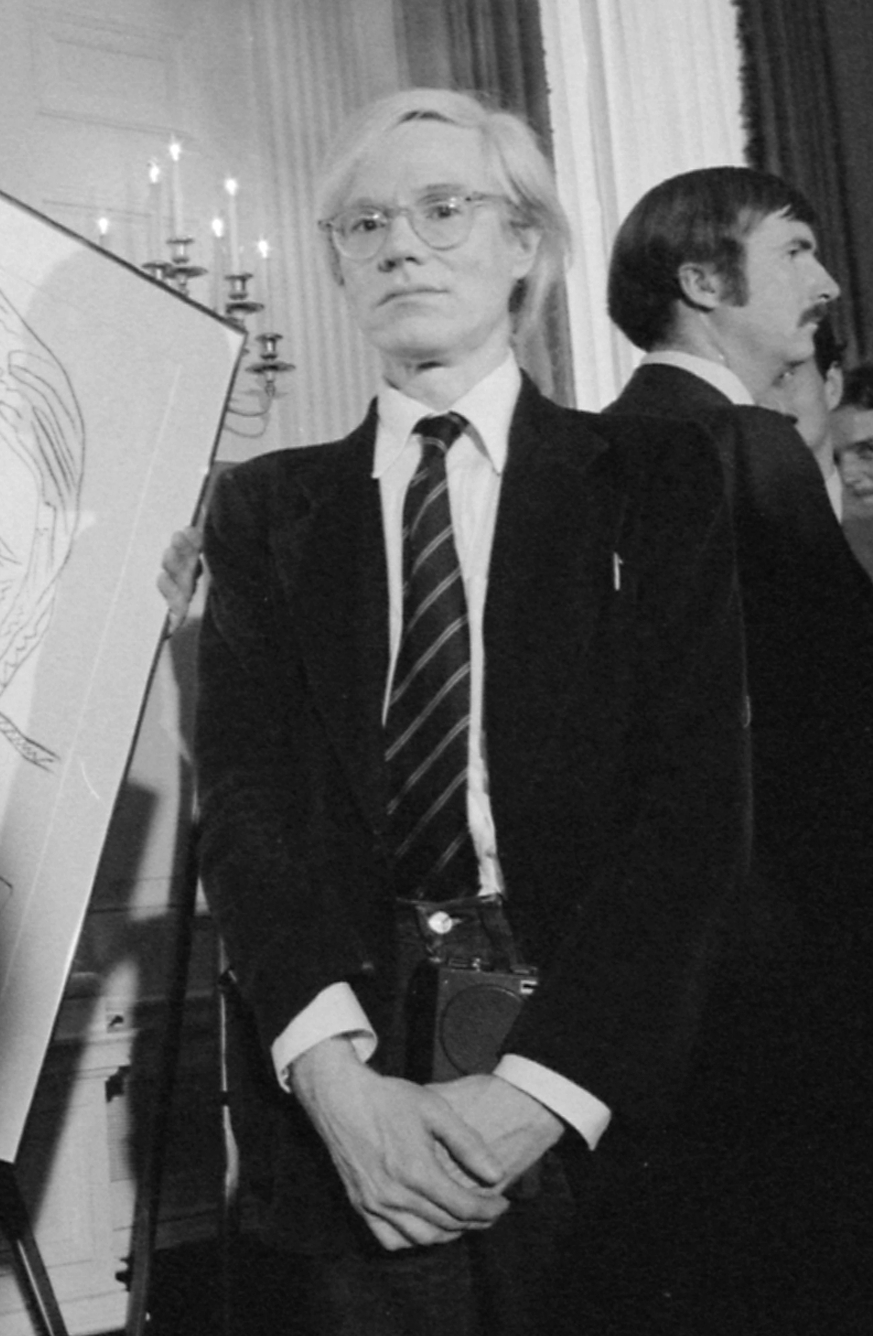
Andy Warhol

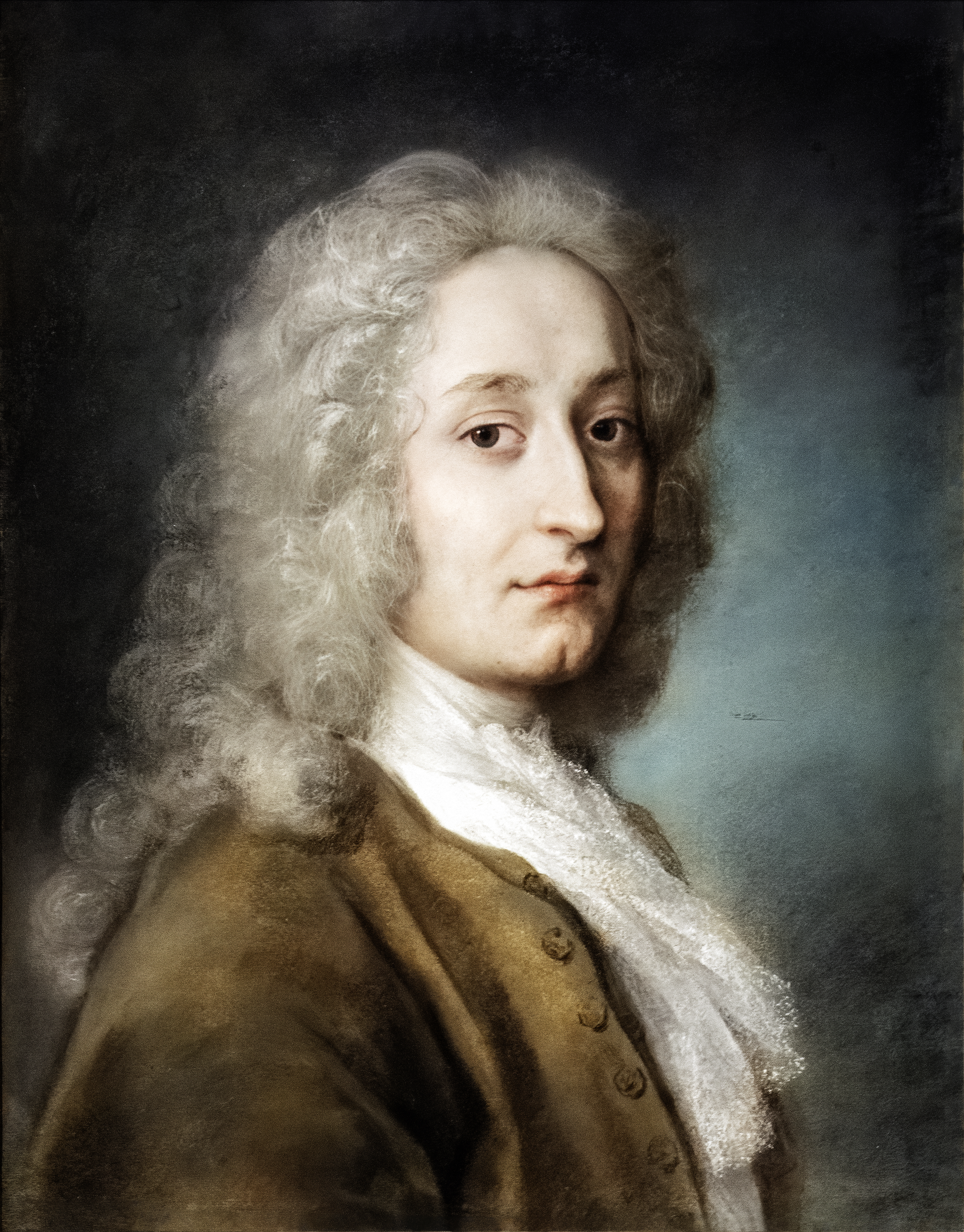
Antoine Watteau

- Zygmunt Waliszewski (1897–1936)- pictor polonez
- Laura Wheeler Waring (1889-1949)
- Andy Warhol (1928-1987)
- Antoine Watteau (1684-1721)
- Pierre Wemaëre (1913-)
- Tom Wesselmann (1931-)
- Rogier van der Weyden (1399-1464)
- James Abbott McNeill Whistler (1834-1903)
- Emanuel de Witt (1616-1692)
- Theo Wolvecamp (1925-1992)
- Joseph Wright of Derby (1734-1797)
- Leon Wyczółkowski (1852–1936)- pictor polonez
- Stanisław Wyspiański (1869-1907)- pictor polonez
- Wolf Vostell,(1932-1998)

## Y
- Jacek Yerka- pictor polonez

## Z
- Ossip Zadkin (1890-1967)
- Jan Zamoyski (1542–1605)- pictor polonez
- Francisco de Zurbarán (1598-1644) pictor spaniol din perioada „secolului de aur”